# Martin Luther und die Juden

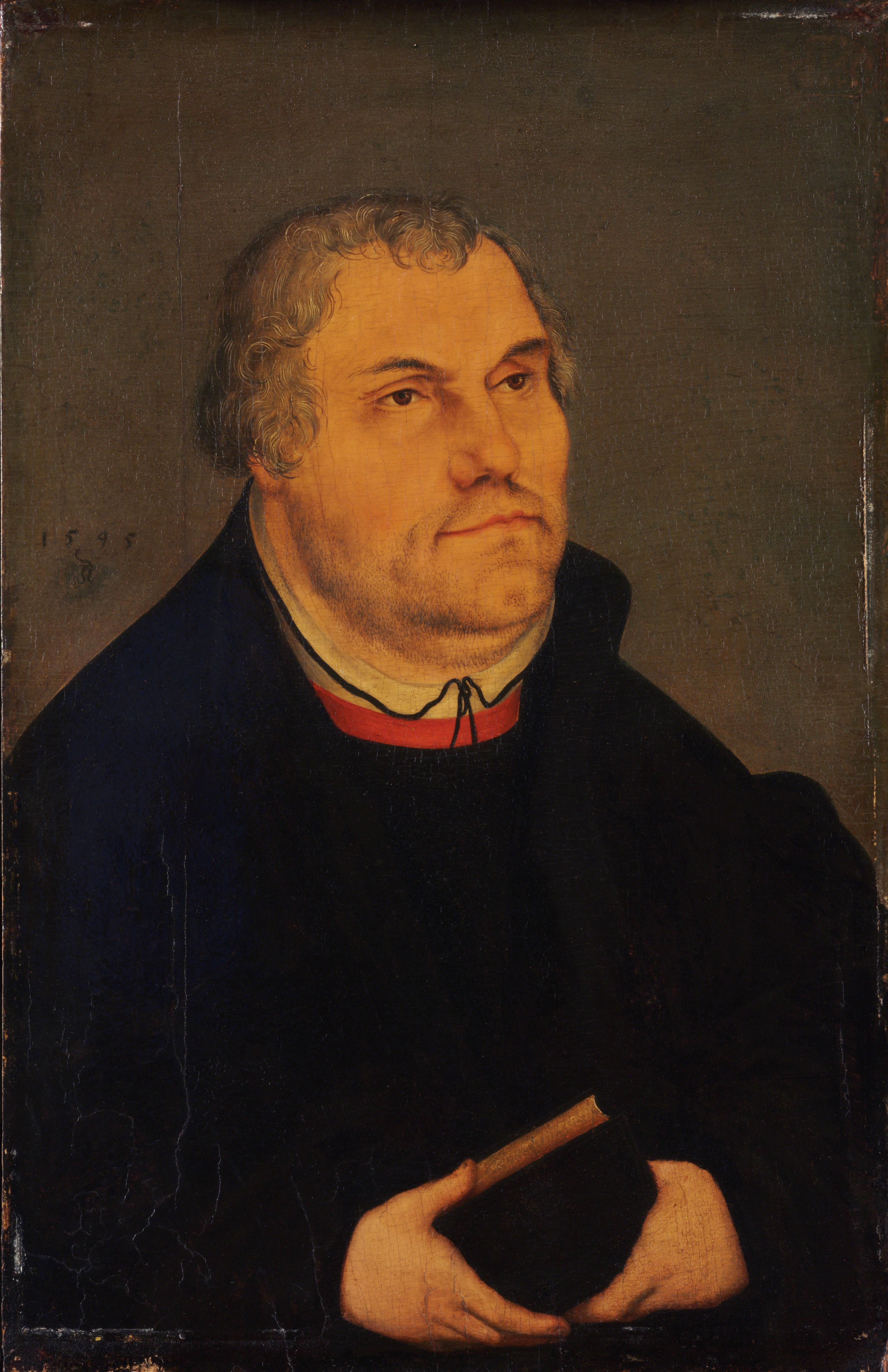
Lucas Cranach der Jüngere: Porträt Martin Luthers, 1555

Das Verhältnis Martin Luthers zu Juden und Judentum ist wegen seiner Wirkungsgeschichte ein häufig untersuchtes Thema der inner- und außerkirchlichen Geschichtswissenschaft. Der Reformator (1483–1546) übernahm den gesamtmittelalterlichen Antijudaismus und versuchte, diesen durch seine christologische Bibelexegese zu untermauern. 1523 verlangte er als erster maßgebender christlicher Theologe eine gewaltfreie Judenmission und gesellschaftliche Integration der Juden. Unter dem Eindruck fehlender Missionserfolge und Gefährdung der Reformation rückte er seit 1525 zunehmend davon ab. 1543 forderte er die evangelischen Fürsten zur Versklavung oder Vertreibung der Juden auf und erneuerte dazu die judenfeindlichen Stereotype, die er 20 Jahre zuvor verworfen hatte. Damit überlieferte er diese in die Neuzeit.
Luthers Schrift von 1523 galt im deutschen Protestantismus meist als maßgebend. Seine späteren „Judenschriften“ wurden einige Male für lokale Aktionen gegen Juden benutzt. Antisemiten benutzten sie ab 1879 zur Ausgrenzung von Juden. Nationalsozialisten und Deutsche Christen (DC) legitimierten damit die staatliche Judenverfolgung, besonders die Novemberpogrome 1938. Große Teile der damaligen Deutschen Evangelischen Kirche (DEK) stimmten dieser Verfolgung zu oder schwiegen dazu.
Seit dem Holocaust wurden die Ursachen und Folgen von Luthers Judentexten wissenschaftlich intensiv untersucht. Nach heutigem Forschungskonsens waren sie noch nicht von Rassismus, sondern von seiner antijudaistischen Theologie bestimmt. Diese trug jedoch erheblich dazu bei, dass viele Protestanten den Antisemitismus übernahmen und der nationalsozialistischen Judenverfolgung zustimmten oder nicht widerstanden. Seit den 1960er Jahren distanzieren sich viele evangelische Kirchen öffentlich von Luthers judenfeindlichen Aussagen. Ob und wie weit auch seine Theologie zu revidieren ist, wird diskutiert.

## Zeitgeschichtlicher Kontext

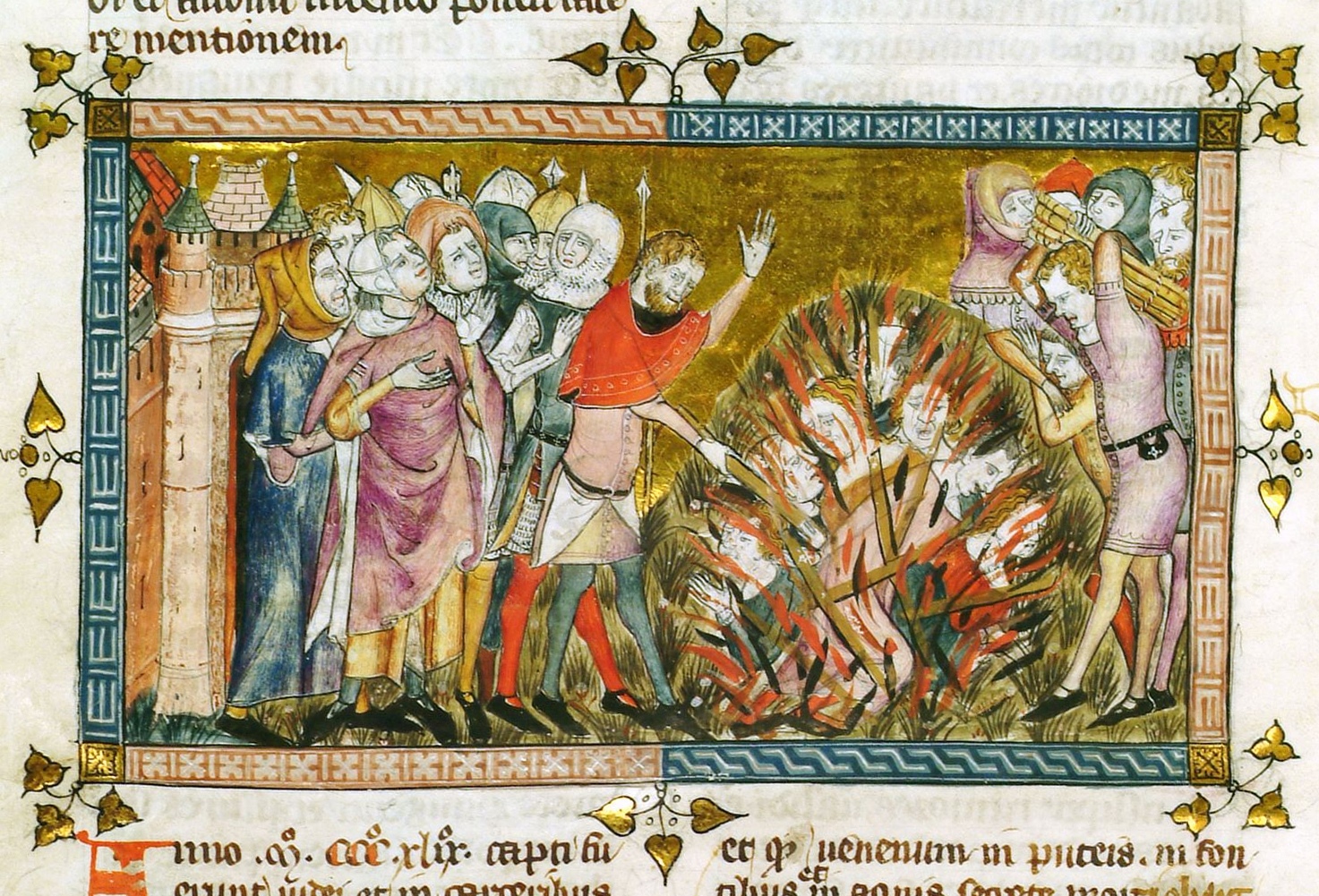
Verbrennung von Juden während der Pest-Pandemie 1349. Europäische Chronik, 14. Jahrhundert

### Überlieferter Antijudaismus
Zur Zeit Luthers waren antijudaistische Denkmuster seit langem verbreitet: Gott strafe die Juden wegen ihres angeblichen Gottesmords, der Kreuzigung Jesu Christi, fortwährend mit Tempelverlust (70), Zerstreuung (135) und Verfolgung. Sie seien gottlos, christenfeindlich, verstockt, verflucht, stammten vom Teufel ab, seien mit dem Antichrist identisch, verübten regelmäßig Ritualmorde, Hostienfrevel, Brunnenvergiftung und strebten heimlich nach Weltherrschaft. Seit etwa 1200 beschlagnahmten und verbrannten Kirchenvertreter öfter den Talmud. Seit etwa 1230 stellten Judensau-Skulpturen an Kirchengebäuden Juden in Intimität mit Schweinen dar. Christliche Zünfte und Gilden verdrängten Juden in von Christen verachtete Berufe, worauf man ihnen Wucher, Arbeitsscheu und Ausbeutung von Christen zuschrieb. Seit Erfindung der Druckpresse (um 1440) wurden alte und neue Adversus-Judaeos-Hetzschriften massenhaft verbreitet. Seit den Judenpogromen bei Kreuzzügen (12./13. Jahrhundert) und der Pestpandemie (1349) wurden überlebende Juden aus vielen Regionen West- und Mitteleuropas und fast 90 deutschen Städten vertrieben. Reichsstädte, die vertriebene Juden aufnahmen, behielten weiterhin bestimmte Berufszweige Christen vor, isolierten Juden vielfach in Ghettos und verlangten eine Judentracht. Fürsten unterwarfen sie der Kammerknechtschaft und ließen sich Wohn- und Besitzrechte für sie zunehmend mit Judenregalen bezahlen. Da das Judentum insgesamt als Häresie galt, drohte Juden ständig die Vertreibung.

### Juden in Luthers Heimat
Um 1500 lebten im Heiligen Römischen Reich nördlich der Alpen weniger als 40.000 Juden (0,2 Prozent der Gesamtbevölkerung). Sie erkannten ihre christlichen Herrscher nach talmudischen Grundsätzen an, hielten aber an ihrer Messiaserwartung fest und beurteilten das Christentum gemäß der Tora als Bilder- und Götzendienst. Im Kurfürstentum Sachsen lebten damals anteilig weit weniger Juden als anderswo. Seit 1536 bestand dort ein Aufenthalts-, Erwerbs- und Durchzugsverbot für sie, das 1543 auf Luthers Betreiben erneuert wurde. In Thüringen gab es um 1540 nur noch etwa 25 kleine jüdische Siedlungen ohne Synagogen und Einzelfamilien in randständigen Dörfern.
In Luthers Wohn- und Aufenthaltsorten lebten damals keine Juden, nur in Eisleben (bis 1547). Seine wenigen persönlichen Kontakte mit Juden gingen von diesen aus, darunter 1525 ein Treffen mit zwei oder drei Rabbinern, nach dem er seine negativen Urteile über sie verstärkte. Er und seine Frau Katharina von Bora verdächtigten jüdische Mediziner, ihn ermorden zu wollen. Sein Judenbild wurde kaum von persönlicher Erfahrung, sondern von antijudaistischen Vorurteilen, seiner Bibelauslegung, innerchristlichen Konflikten und religionspolitischen Zielen bestimmt.

### Luthers Kenntnisse vom Judentum

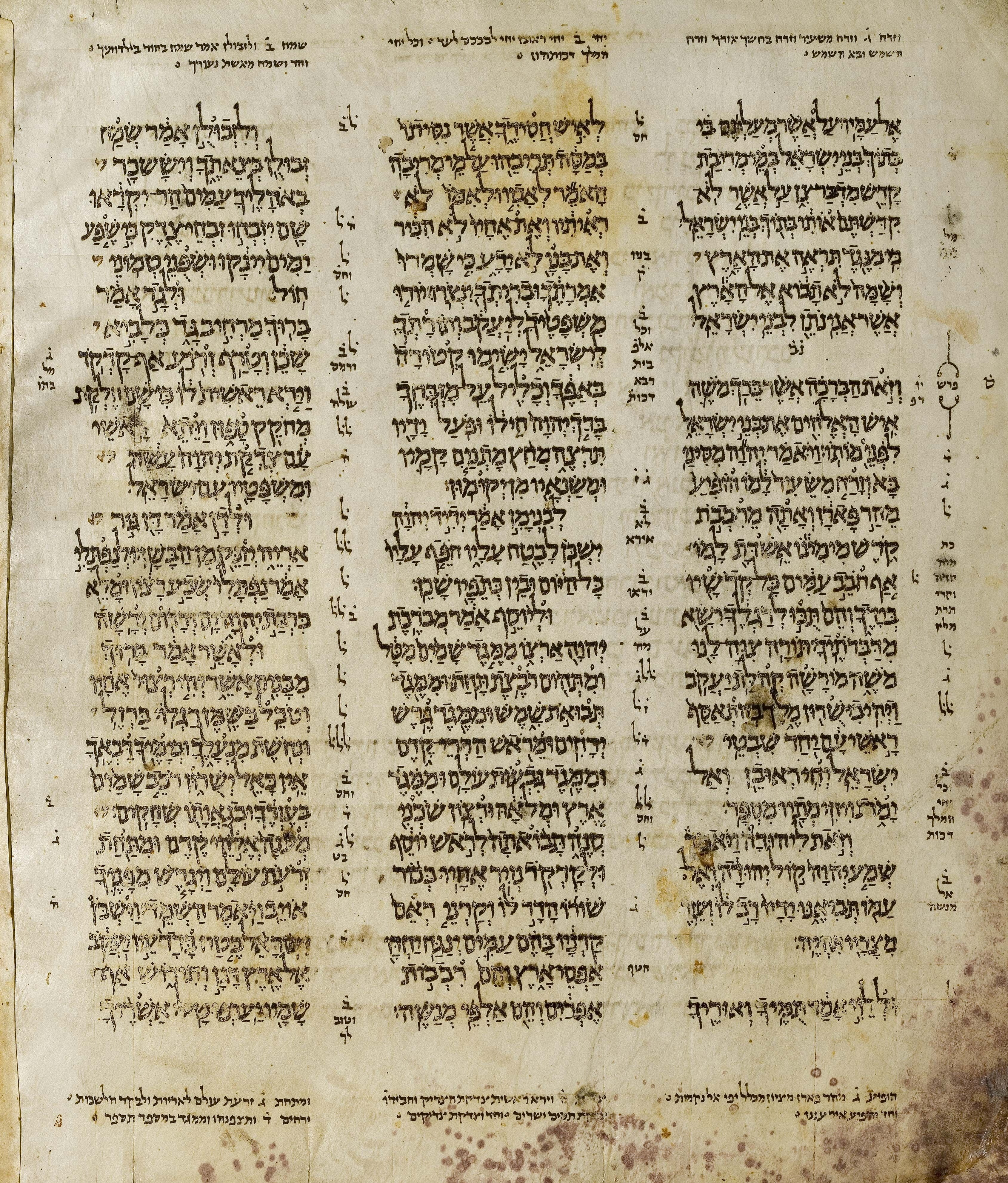
Masoretischer Codex von Aleppo, Tiberias, um 920

Als Augustinermönch studierte Luther intensiv den masoretischen Text des Tanach nach Ausgaben christlicher Humanisten. Diese hatten Hebräisch bei jüdischen Gelehrten studiert und trieben mit päpstlicher Erlaubnis (1311) die Hebraistik an Europas Universitäten voran. Weil die Scholastik sie trotzdem als „Judenfreunde“ und heimliche Häretiker angriff, versuchten sie die Hebraistik mit judenfeindlichen Traktaten als Entkräftung der jüdischen Bibelexegese für eine erfolgreichere Judenmission zu rechtfertigen.
1506 erwarb Luther eine neue Hebräischgrammatik von Johannes Reuchlin. 1516 begann er das Buch der Psalmen anhand der hebräischen Textausgabe von Konrad Pellikan und der Grammatik von Wolfgang Capito zu übersetzen. 1518 und 1520 erwarb die Universität Wittenberg auf sein Drängen eine vollständige hebräische Bibel, wahrscheinlich die Ausgabe von Soncino (Brescia 1494). Er studierte wohl auch die damals neuen Lehrbücher hebräischer Grammatik von Johann Böschenstein (Wittenberg 1518) und Matthäus Aurogallus (Wittenberg 1523). 1534 erschien die Lutherbibel mit der vollständigen Übersetzung des Alten Testaments (AT). Danach erweiterte Luther seine begrenzten Hebräischkenntnisse nicht, sondern griff gegen Einwände von Rabbinern auf Argumente christlicher Hebraisten und jüdischer Konvertiten wie Nikolaus von Lyra und Paulus de Santa Maria zurück. Er betonte, grammatische Regeln seien formal unentbehrlich, dürften aber nicht die allgemeinverständliche Selbstauslegung der ganzen Bibel verdecken und könnten allein nicht zum eigentlichen Textsinn („was Christum treibet“) vordringen. Darum kritisierte er die lateinische, an rabbinische Exegese angelehnte Bibelübersetzung von Sebastian Münster (1534/35) als „judaisierend“ und gefährlich für den christlichen Glauben. Damit übernahm er ein Stereotyp, das seine katholischen Gegner gegen die Humanisten und ihn selbst gerichtet hatten.
Luther misstraute jüdischen Konvertiten, die wie Böschenstein auch jüdische Schriften auslegten oder wie Matthäus Adriani seine Bibelübersetzung in Frage stellten. Jakob Gipher (Bernhardus Hebraeus) verschaffte er eine Stelle als Privatlehrer für Hebräisch in Wittenberg, aber keine Pastorenstelle. Werner Eichhorn, der ihn in mehreren Ketzerprozessen denunzierte, nährte sein Misstrauen.

### Luthers reformatorische Grundposition

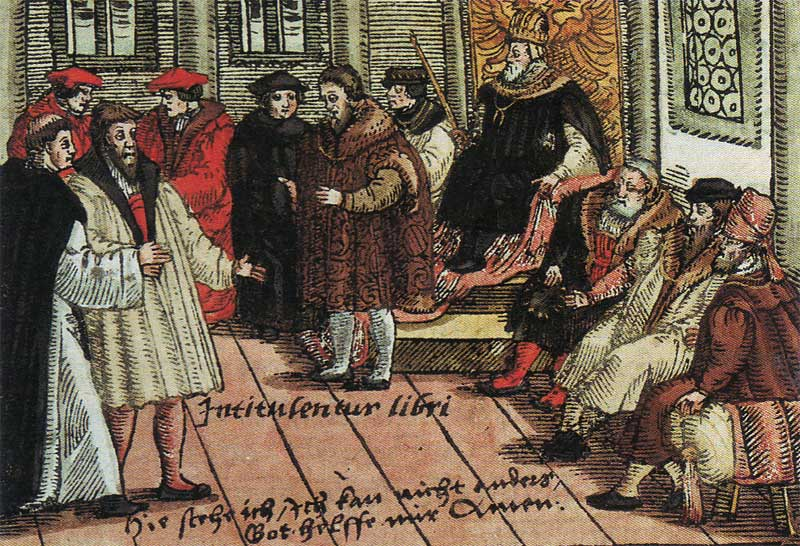
Luther beim Reichstag zu Worms. Kolorierter Holzschnitt, 1557

Luther ließ die Bibel als einzigen Maßstab christlicher Erkenntnis und Handlungen gelten („sola scriptura“). Ihr Zentrum war für ihn der unbedingte Zuspruch (Evangelium) der Gnade Gottes („sola gratia“), die sich exklusiv in der stellvertretenden Schuldübernahme des für die Menschen gekreuzigten Sohnes Gottes ereignet habe („solus Christus“) und allein durch das unbedingte Vertrauen auf ihn wirksam werde („sola fide“). Indem Gott sich im Leiden und Sterben Jesu Christi offenbare (Kreuzestheologie), richte er alle, die sich durch Eigenleistung („Werke“) vor Gott rechtfertigen, als „Feinde des Kreuzes Christi“. Weil Gott die menschliche Sünde allein vergeben wolle, führe die „Werkgerechtigkeit“ trotz und gegen Gottes Gnade in die Verdammnis.
Als Hauptvertreter dieser Werkgerechtigkeit zählte Luther in frühen exegetischen Werken oft Papsttum, Judentum und Islam miteinander auf. Für ihn missbrauchten diese Gruppen wie auch die „Schwärmer“ Gottes Gesetz zur Selbstrechtfertigung, spiegelten damit die Gefährdung aller Gläubigen und bedrohten deren endzeitliche Heilsgemeinschaft. Seine Kritik an der Selbstrechtfertigung zielte zuerst auf die Christen selbst, nicht erst auf die Andersgläubigen. Luther ordnete das Judentum theologisch also von Beginn an als „Gesetzesreligion“ ein, die den wahren Glauben gefährdet. Dagegen widersprachen seine späteren Ratschläge zum politischen Umgang mit den Juden direkt seinen früheren. Ob dieser Wandel aus seiner Rechtfertigungslehre hervorging oder ihr widersprach, ist das entscheidende Deutungsproblem.

### Einflüsse des Reformationsverlaufs
Luthers Texte zu Juden spiegeln den Verlauf der Reformation und waren Teil innerchristlicher Konflikte. Seit 1520 erwartete Luther von den Landesfürsten, eine reformatorische Kirchenverwaltung mit aufzubauen und zu schützen, ohne in Glaubensfragen zu bestimmen (Zwei-Regimenten-Lehre). Luthers Schrift von 1523 spiegelt den Aufbruch, als die evangelischen Lehren sich vielerorts durchsetzten. Er wollte den bislang unterdrückten Juden ein humanes Zusammenleben in evangelischen Gebieten ermöglichen und schien ihnen so eine freie Religionsausübung zu gewähren. Er befristete dieses Angebot jedoch zeitlich, machte es vom Erfolg der Reformation und der Judenmission abhängig und gründete die angestrebte Integration der Juden anders als Reuchlin nicht auf ihr römisches Bürgerrecht.
Seit dem innerevangelischen Konflikt mit den „Schwärmern“ rückte Luther von dem Grundsatz ab, „Ketzer“ nur mit Gottes Wort zu bekämpfen. Besonders seit den Bauernaufständen von 1525 erwartete er von den evangelischen Fürsten, „Irrlehren“ mit staatlichen Gewaltmitteln zu bekämpfen, um das lutherische Bekenntnis in ihren Gebieten einheitlich durchzusetzen. 1530 folgerte ein lutherischer Gutachter in Nürnberg aus Luthers Zwei-Regimenten-Lehre, die Fürsten müssten die Religionsausübung von Juden, Täufern und Lutheranern in ihrem Gebiet schützen und dürften sich nur bei Übergriffen auf Andersgläubige einmischen. Dagegen forderte Luther im selben Jahr, die „Obrigkeit“ solle öffentlich geäußerte Irrlehren analog zu Blasphemie und Aufruhr bestrafen. Man dürfe die Juden nicht wie andersgläubige Christen „leiden und dulden“, da die Juden ja auch von Aufstiegschancen und christlichen Berufen ausgeschlossen seien und Christus nicht öffentlich lästern dürften.
Luther gründete den Wahrheitsanspruch der Reformation ganz auf seine Bibelauslegung und bemühte sich stärker als jeder Theologe zuvor um einen Schriftbeweis für Jesu Messianität. Zudem sah er sich als maßgebender Berater der Fürsten für deren Religionspolitik. Je mehr sich der lutherische Glaube in evangelischen Gebieten etablierte, während die lutherische Judenmission erfolglos blieb, umso mehr glaubte Luther an eine bösartige Verstockung der Juden. Zeitgenössische antijudaistische Pamphlete und christliche Hebraisten, die seine Bibelexegese aufgrund jüdischer Einflüsse in Frage stellten, verstärkten seinen Judenhass. Ab 1538 tendierte er immer mehr zur endgültigen Vertreibung der Juden aus evangelischen Gebieten. Diese sollten seine Schriften von 1543 durchsetzen, indem er alle damaligen judenfeindlichen Stereotype aufgriff und verschärfte. Konstanter theologischer Grund dafür war seine christologische Lesart des AT, die keine andere Auslegung zuließ. So eröffnete die Reformation den Juden aufs Ganze gesehen keinen Ausweg aus der Judenverfolgung des Hochmittelalters.

## Luthers Aussagen über Juden

### Übersicht
Luther befasste sich in seiner gesamten Wirkungszeit als Theologe (1513 bis 1546) in exegetischen Kommentaren, Predigten, Briefen, Tischreden und thematischen Aufsätzen mit dem Judentum. Letztere wurden schon 1555 als „Schriften wider Juden“ eingeordnet und 1920 in der Einleitung zu Band 53 der Weimarer Ausgabe erstmals „Judenschriften“ genannt. Sie richteten sich jedoch alle an Christen, nur indirekt an Juden. Luther befürwortete die Judenmission, ohne praktisch dazu anzuleiten. Ein bis 1537 geplantes missionarisches „Büchlein“ an Juden verfasste er nicht. Spezialuntersuchungen ziehen unter anderem folgende Texte heran:
| Jahr        | Titel                                                         | Weimarer Ausgabe (WA)            |
| ----------- | ------------------------------------------------------------- | -------------------------------- |
| 1513–1515   | Erste Psalmenvorlesung                                        | WA 55/1 und 55/2                 |
| 1514        | Brief an Spalatin zu Johannes Reuchlin                        | WA Briefe 1, Nr. 7, S. 19–30.    |
| 1515–1516   | Römerbriefvorlesung                                           | WA 56                            |
| 1521        | Lobgesang der heiligen Jungfrau Maria, genannt das Magnificat | WA 7, S. 601ff.                  |
| 1523        | Dass Jesus Christus ein geborener Jude sei                    | WA 11, S. 307–336.               |
| 1523        | Brief an den getauften Juden Bernhard                         | WA Briefe 3, S. 101–104          |
| 1524        | Ein Sermon von des jüdischen Reichs und der Welt Ende         | WA 15, S. 741–758.               |
| 1526        | Vier tröstliche Psalmen an die Königin von Ungarn             | WA 19, S. 542–615.               |
| 1530        | Brief zur liturgischen Gestaltung von Judentaufen             | WA Briefe 5, Nr. 1632, S. 451f.  |
| 1537        | An den Juden Josel                                            | WA Briefe 8, Nr. 3157, S. 89–91. |
| 1538        | Wider die Sabbather an einen guten Freund                     | WA 50, S. 309–337.               |
| Januar 1543 | Von den Juden und ihren Lügen                                 | WA 53, S. 412–552.               |
| März 1543   | Vom Schem Hamphoras und vom Geschlecht Christi                | WA 53, S. 573–648.               |
| Juli 1543   | Von den letzten Worten Davids                                 | WA 54, S. 16–100.                |
| 1543–1546   | Predigten                                                     | WA 51, S. 150–192                |
| 1546        | Eine Vermahnung wider die Juden                               | WA 51, S. 195f.                  |

### Erste Psalmenvorlesung (1513–1515)
In seiner ersten Wittenberger Vorlesung, von der als Arbeitstext Luthers Handexemplar des Wolfenbütteler Psalter mit seinen handschriftlichen Anmerkungen überliefert ist, legte Luther die biblischen Psalmen wie die katholische Tradition weitgehend als Gebete Jesu Christi aus. Dabei setzte er ihren Literalsinn mit Gottes letztgültiger Absicht gleich, die sich im gekreuzigten Christus offenbart habe. Folglich bezog er die „Gottlosen“ und „Feinde“ in den Psalmen nicht auf Gegner betender Juden, sondern auf die Gegner Jesu und seiner Nachfolger. Dabei bezog er solche Verse weit öfter auf Juden als frühere Ausleger. Wie diese gab er Juden die Schuld an Jesu Kreuzigung, warf ihnen aber zudem vor, diese durch ihr Nein zum christlichen Glauben ständig zu wiederholen. So dienten ihm die Psalmen zur vielfältigen Polemik gegen die Juden seiner Gegenwart: Ihre Bibelauslegung geißele und steinige die Propheten, wie ihre Väter es buchstäblich taten; sie seien bis heute eine „Synagoge des Satans“, „Blutmänner“, überall zu den Christen unterworfenen „Tieren“ geworden. Weil sie ihren Christenhass nicht ausleben könnten, drücke er sich in heimlichen Flüchen, Lästerungen und Verleumdungen aus. Würden die Christen diese hören, „so würden sie sie gänzlich zerstören“. So treffe ihr Hass die Juden im Kern selber. Gott habe ihre Tora und Synagoge durch Christus schon zerstört und sie dauerhaft vom Heil ausgeschlossen. Das diene den Christen als abschreckendes Beispiel. Die Zusage von Röm 11,23  verstand Luther fiktiv: Die Masse der Juden hätte gerettet werden können, habe diese Chance aber faktisch verspielt. Gott werde nur den kleinen Rest der Judenchristen retten, die sich allein auf den Gekreuzigten, nicht ihre Werke verließen. Damit spitzte er die altkirchliche Substitutionstheologie kreuzestheologisch zu.

### Brief an Spalatin zu Johannes Reuchlin (1514)

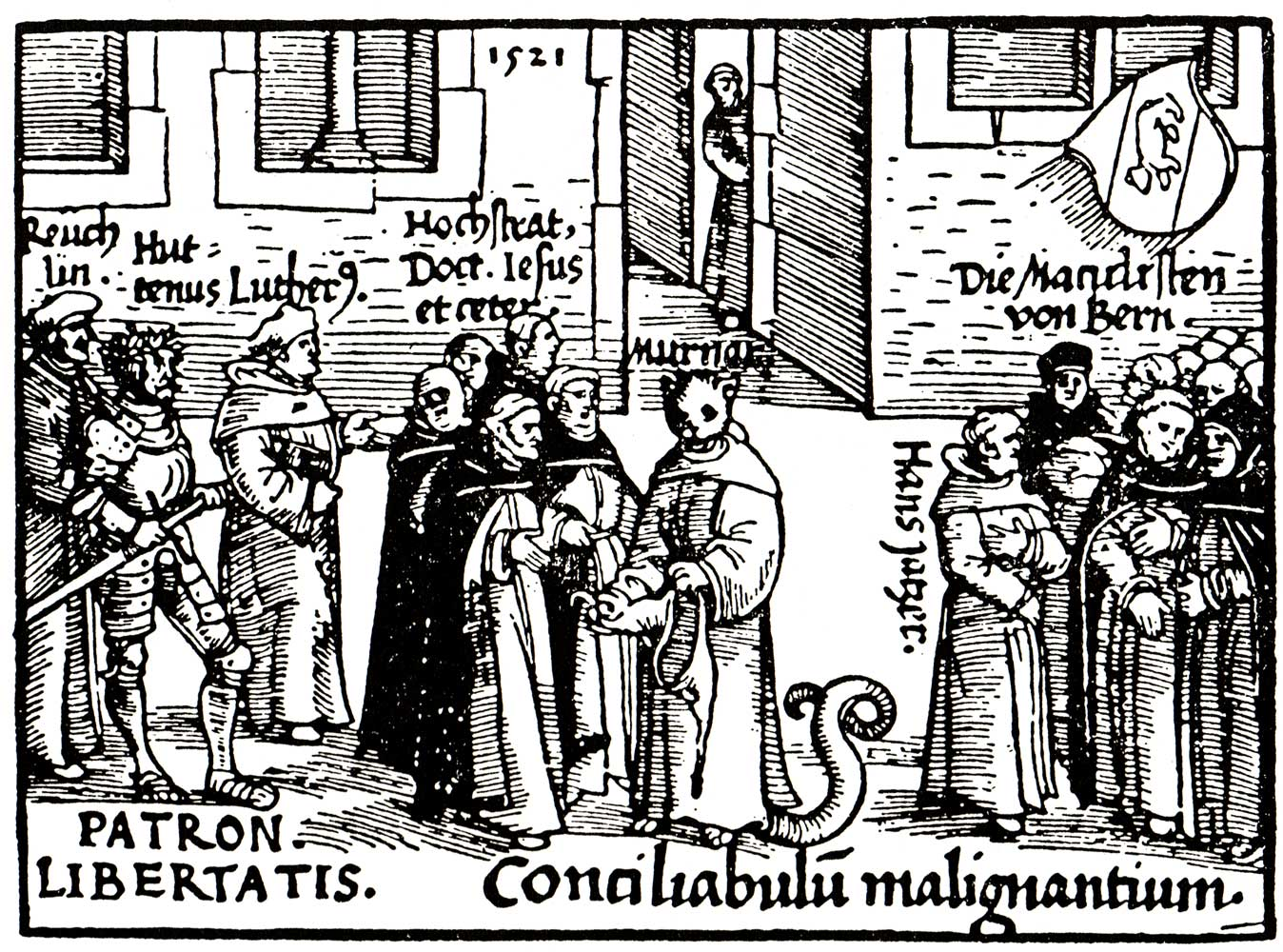
Johannes Reuchlin, Ulrich von Hutten, Martin Luther (von links) als Patrone der Freiheit gegenüber Jakob van Hoogstraten und anderen. Holzschnitt aus Thomas Murner, History von den fier Ketzren Prediger ordens, Straßburg 1521

1514 nahm Luther mit einem theologischen Gutachten zum damaligen Kölner Streit um die Verbrennung des Talmud Stellung. Der Humanist Johannes Reuchlin hatte diese in seinem Werk Augenspiegel 1510 abgelehnt und dem Talmud eine positive Rolle zum Verstehen des christlichen Glaubens zugewiesen. Darum wollten die Kölner Dominikaner unter Inquisitor Jakob van Hoogstraten und dem jüdischen Konvertiten Johannes Pfefferkorn sein Werk in einem Inquisitionsverfahren verbieten. Luther sprach Reuchlin vom Verdacht der Häresie frei und kritisierte den Verfolgungseifer seiner Gegner aus zwei Gründen: Die Christen lästerten Gott mit ihren Götzenbildern weit mehr als die Juden, so dass sie genug selbst zu bereinigen hätten. Gottes Propheten hätten die jüdischen Lästerungen Gottes und Christi geweissagt. Das zu bekämpfen lasse die Bibel und Gott als Lügner erscheinen. Gottes Zorn habe die Juden „so in verworfenen Sinn dahingegeben“, dass sie „unverbesserlich“ seien. Daher werde Gott allein ihre Ablehnung Christi „von innen“ überwinden. Luther setzte also wirkliche jüdische Blasphemien im Talmud voraus, versuchte aber nicht, sie zu widerlegen, sondern entzog den Talmud obrigkeitlicher Zuständigkeit. Dass er für Reuchlin und gegen die Talmudverbrennung plädierte, folgte aus seiner antijudaistischen Bibelauslegung, nicht aus Toleranz gegenüber dem Judentum.

### Römerbriefvorlesung (1515/1516)
Luthers Vorlesung zum Brief des Paulus an die Römer spiegelt bereits die „reformatorische Wende“, seit der er Gottes Gerechtigkeit (Röm 1,16f.) als Gnadengeschenk verstand. Darin deutete er alle Aussagen, die Gottes Treue zu ganz Israel trotz dessen Ablehnung Jesu Christi betonen (Röm 3,1–4 ; 9,3–6 ; 9,26 ; 11,1.28f.  und öfter) durchgehend von seinem Vorurteil aus: Israel habe seine Heilsprivilegien wegen der Ablehnung Jesu Christi verloren. Paulus von Tarsus erinnere nur an vergangene, nicht an bleibend gültige Zusagen Gottes, um die Selbstgerechtigkeit der Juden zu zerstören. Luther stellte sie der Rechtfertigung aus Glauben als exemplarische „Werkheilige“ gegenüber, die Gottes Gebote nur aus Selbstsucht und Furcht vor Strafe hielten. Das begründete er nicht aus Schriften von oder Erfahrungen mit Juden, sondern nur mit ihrer Ablehnung Jesu als Messias, die er mit Ablehnung von Gottes Gnade in eins setzte. Zudem parallelisierte er „Juden“ im Römerbrief öfter mit „Papisten“, so dass er sein Bild seiner aktuellen Gegner auf die Juden übertrug.
Das sollte die Christen jedoch zu Selbstkritik und Demut anleiten. So kommentierte Luther Röm 11,22 : Gott behandle die Juden so streng, „damit wir am Beispiel fremden Unglücks lernen, Gott zu fürchten und in keiner Weise vermessen zu sein.“ Dem widerspreche das überhebliche Verhalten der Christen gegenüber den Juden. Statt „lästerliche Schimpfreden“ zu halten und „sich frech gleichsam als die Gesegneten und jene als die Verfluchten“ darzustellen, müssten sie „Mitleid haben“ und „ähnliche Dinge für sich befürchten“. Weil Gott Juden wie Heiden nur aus „reiner Barmherzigkeit“ angenommen habe, hätten „beide Grund, Gott zu loben, aber nicht, miteinander zu streiten.“ Diese selbstkritische Linie vertrat auch sein Sermon zur Betrachtung des heiligen Leidens Christi (1519): Der Gekreuzigte spiegele die eigene todeswürdige Sünde, über die der Einzelne („Du“) beim Betrachten seines Leidens tödlich erschrecken müsse. Juden und Heiden hätten seinen Tod gleichermaßen und gemeinsam verursacht. Sie seien Werkzeuge der darin verwirklichten Gnade Gottes geworden. Daher trat der Vorwurf des Gottesmords bei Luther zurück. 1520 verwarf Luther auch die zur Passionszeit üblichen antijüdischen Hetzpredigten, verlangte eine Abkehr davon (WA V, S. 427ff.) und formulierte eine neue Passionshymne, die die judenfeindlichen Improperien der katholischen Karfreitagsliturgie ersetzen sollte. Sie wurde noch 1544, nach seinen judenfeindlichen Schriften, in Wittenberg eingeführt.
Röm 11,25f.  („Verstockung liegt auf einem Teil Israels, bis die Heiden in voller Zahl das Heil erlangt haben; dann wird ganz Israel gerettet werden…“) fand Luther jedoch „so dunkel“, dass diese Zusage niemand von der endgültigen Bekehrung aller Juden zu Jesus Christus überzeugen könne. Er blieb zeitlebens skeptisch gegen diese Verheißung, weil er Gottes Treue zur Erwählung ganz Israels nicht mit seinem Verständnis der Rechtfertigung des Gottlosen in Einklang bringen konnte.

### „Magnificat“ (1521)
1521 kommentierte Luther das Magnificat (Lk 1,46–55 ). Zum Schlussvers führte er aus: Mit Jesu Geburt als Sohn einer jüdischen Mutter, aber ohne Zutun eines Mannes, habe Gott die Verheißung Gen 12,1–3  erfüllt: Christus sei der verheißene „Same“ (Nachkomme) Abrahams. Diese Verheißung sei also die Basis des Heils auch für Christen und gelte bis zum Jüngsten Tag. Das hätten bereits alle biblischen Erzväter und Propheten Israels gewusst und gelehrt. Die Tora sei nur als Anreiz gegeben worden, den künftigen Erlöser noch stärker zu erhoffen. Doch die Juden hätten dieses Heilsangebot missverstanden und glaubten, sich durch Gesetzeserfüllung selbst erlösen zu können. Die große Masse von ihnen sei diesbezüglich „verstockt“.
Gleichwohl müssten die Christen sie freundlich behandeln und dürften sie nicht verachten, da gemäß der gültigen Abrahamsverheißung täglich einige Juden Christus erkennen könnten: „Wer wollte Christ werden, wenn er Christen so unchristlich mit Menschen umgehen sieht. So nicht, liebe Christen. Man sage ihnen gütlich die Wahrheit. Wollen sie nicht, so lasst sie fahren. Wieviele sind Christen, die Christus nicht achten, auch seine Worte nicht hören, ärger als Heiden und Juden.“ Damit befürwortete er den Verzicht auf Gewalt bei der Judenmission. Dieses Anliegen führte seine folgende Schrift aus, die er eventuell schon 1521 plante.

### „Dass Jesus Christus ein geborener Jude sei“ (1523)
Mit dieser Schrift reagierte Luther auf den katholischen Vorwurf, er habe die göttliche Zeugung und somit indirekt die Jungfrauengeburt und Gottessohnschaft Jesu geleugnet. Er hielt diesen Vorwurf für absurd und wollte ihn durch das Nacherzählen der gesamtbiblischen Heilsgeschichte gegenüber christlichen Gegnern entkräften (Teil 1) und darüber hinaus „etliche Juden zum Christenglauben reizen“ (Teil 2). Darin hatte ihn der ehemalige Rabbiner Jakob Gipher bestärkt, der sich 1519 wohl wegen Luthers Predigten hatte taufen lassen und dann in Wittenberg Hebräisch lehrte. Ihm schrieb er 1523: Die Rohheit der Päpste und Kleriker habe den Starrsinn der Juden verschlimmert; kirchliche Lehren und Sitten hätten ihnen keinerlei „Funken von Licht oder Wärme“ erwiesen. Da nun aber „das goldene Licht des Evangeliums“ aufleuchte, bestehe Hoffnung, dass viele Juden so wie Gipher „von Herzen zu Christus hingerissen“ würden. Er widmete ihm die lateinische Übersetzung seiner Schrift. Deren Ziel war, Juden gesellschaftlich weitgehend zu integrieren, um sie erfolgreicher bekehren zu können.
Zu Beginn verwarf Luther die gesamte bisherige Judenmission, Gewalt und Unterdrückung der Juden, die aus der falschen katholischen Lehre gefolgt sei. Die Vertreter der Papstkirche seien so mit den Juden umgegangen, dass ein guter Christ eher Jude geworden wäre als ein Jude Christ. Hätten sich die jüdischen Apostel so zu den Heiden verhalten, dann wäre nie jemand Christ geworden. Die Heiden seien stets keinem Volk feindseliger begegnet als den Juden. Man habe sie bloß gewaltsam dem Papsttum unterworfen, „wie Hunde“ behandelt, beschimpft und beraubt. Dabei seien sie doch Jesu Blutsverwandte, die Gott vor allen Völkern ausgezeichnet und mit der Bibel betraut habe. Wenn man ihnen verbiete, unter Christen zu arbeiten und Gemeinschaft mit ihnen zu haben, treibe man sie zum Wuchern: „Wie sollte sie das bessern?“ Solange man sie mit Gewalt bedränge, verleumde und anklage, dass sie Christenblut bräuchten, um nicht zu stinken und anderes „Narrenwerk“ mehr, könne man nichts Gutes an ihnen bewirken. Wolle man ihnen helfen, dann solle man „nicht das Gesetz des Papstes, sondern christlicher Liebe“ an ihnen üben, sie „freundlich annehmen“, arbeiten und mit Christen zusammenwohnen lassen, damit sie die Chance erhielten, „unsere christliche Lehre und unser Leben zu hören und zu sehen“. „Ob etliche halsstarrig sind, was liegt daran? Sind wir doch auch nicht alle gute Christen!“
Als „Narrenwerk“ bezeichnete Luther die traditionelle kirchliche Diffamierung der Juden als Ritualmörder und Hostienschänder. Seine Kritik, Juden würden wie „Hunde“ behandelt, bezog sich auf die seit der Spätantike bekannte Bezeichnung heimatloser Juden als „streunende“ oder „tollwütige Hunde“, mit der Kirchenvertreter ihren unterdrückten Status rechtfertigten. Georg von der Pfalz hatte 1519 angeordnet, alle Juden seiner Diözese völlig zu isolieren, weil sie „keine Menschen, sondern Hunde“ seien. In manchen katholischen Gegenden wurden Juden, die religiöser oder sonstiger Vergehen bezichtigt wurden, damals an den Füßen zwischen zwei lebenden Hunden aufgehängt, um sie besonders quälend und entehrend hinzurichten und vor ihrem Tod noch zur Konversion zu zwingen.
Dann versuchte Luther, Jesus von Nazaret aus Messiasverheißungen der Bibel als den verheißenen Messias nachzuweisen. Er deutete zunächst Gen 3,15 ; Gen 22,18 ; 2 Sam 7,12  und Jes 7,14  als Weissagungen des Gottessohns und der Jungfrauengeburt, dann Gen 49,10–12 , Dan 9,24–27 , Hag 2,10  und Sach 8,23  als negative Belege, dass die jüdische Messiaserwartung überholt sei. Diese Stellen hatte schon die Patristik gegenüber Juden sinngemäß verwendet. Er empfahl aber ein pädagogisch abgestuftes Verkünden des Evangeliums: Man solle die Juden erst den Menschen Jesus als den wahren Messias erkennen lassen; später solle man sie lehren, dass Jesus auch wahrhaftiger Gott sei, also ihr Vorurteil überwinden, dass Gott nicht Mensch sein könne. Er betonte, dass Gott die Juden durch die Gabe der Tora und Prophetie wie kein anderes Volk gewürdigt habe und sie Christus näherstünden als die Heiden. Darum seien sie „säuberlich“ aus der Bibel zu belehren und als Menschen zu behandeln. Arbeits- und Zunftverbote sowie Ghettoisierung seien aufzuheben, die haltlosen Ritualmordanklagen seien einzustellen.
Luthers praktische Forderungen waren neu. Seine theologische Argumentation deckte sich jedoch mit seinen früheren Aussagen: Er ging wie selbstverständlich davon aus, der innere Sinn des AT erweise Jesus und niemand sonst als den Christus. Jetzt erst könne das befreiende Evangelium klar und überall gehört werden: In Christus nehme Gott alle Sünder, Juden wie Heiden, bedingungslos an. Damit begründete Luther eine Solidarität von Christen und Juden im gemeinsamen Hören auf die Bibel, bestritt aber zugleich streng jede andere Auslegung als die, die das Neue Testament (NT) voraussetzt: Alle Zusagen des AT redeten für ihn von Jesus Christus, ja darin rede dieser selbst. Die Reformation habe den wahren Sinn der Bibel aufgedeckt und an deren Wortlaut lasse sich nachweisen, dass Jesus Christus die biblischen Verheißungen erfüllt habe. Darum hindere nichts mehr die Juden, Christen zu werden. Dabei projizierte er jedoch sein Verständnis des Glaubens als Überwindung der Werkgerechtigkeit auf die ganze Bibel, so dass jüdisches Selbstverständnis nicht in seinen Blick kam.
Luther sprach hier auch das traditionelle Misstrauen gegen getaufte Juden (Marranen) an und führte die Haltung derer, die lebenslang „Juden unter der Christen Deckmantel“ blieben, auf päpstliche Irrlehre und fehlende Evangeliumspredigt zurück. 1530 wies er einen evangelischen Pastor brieflich an, bei der Taufe eines jüdischen Mädchens streng zu beachten, dass es den christlichen Glauben nicht vortäusche, da dies bei Juden zu erwarten sei. In einer späteren Tischrede an Justus Menius wollte Luther einen „frommen“ Juden, der sich die Taufe mit Schmeichelei zu verschaffen suche, lieber mit einem Stein um den Hals von einer Brücke in die Elbe stoßen. Dieses Lutherwort wurde seit dem 17. Jahrhundert als Hass auf taufwillige Juden, also Ablehnung der Judenmission fehlgedeutet. So sehr Luther nur die christliche Taufe als geistliche, später auch weltliche Rettung der Juden gelten ließ, so sehr hielt er daran fest, dass sich einzelne Juden ernsthaft zu Jesus Christus bekehren können. Mit einer Bekehrung aller Juden rechnete er nicht, sondern befristete die gewaltfreie Christusverkündigung 1523 mit dem Hinweis, er wolle sich später anschauen, was er bewirkt habe.
Dass Luther die „Verstockung“ der Juden 1523 auf die verfehlte Gewaltmission der Papstkirche zurückführte und keine Werkgerechtigkeit und Gesetzlichkeit des Judentums erwähnte, wurde als Revision dieser theologischen Ansichten fehlgedeutet. Hinter Luthers judenfreundlichen Aussagen stand jedoch unverändert sein antijudaistisches Denken. Seine Schrift steigerte den Anspruch an die Judenmission, Juden nicht bloß zu taufen und ihnen so Besitzgarantien zu verschaffen, sondern aus getauften Juden überzeugte Christen zu machen. Dazu sollten sich evangelische Christen im alltäglichen Zusammenleben vorbildlich verhalten und zu exegetischer Beweisführung aus dem AT befähigt werden. Evangelische Missionserfolge sollten die Wahrheit der Reformation gegenüber der Papstkirche zeigen. Diese Erwartung trug zur späteren Enttäuschung Luthers und seinem Kurswechsel bei.

### Vier tröstliche Psalmen an die Königin von Ungarn (1526)
1525 führte Luther in Wittenberg sein einziges direktes Streitgespräch mit drei Juden, die ihn um einen Empfehlungsbrief gebeten hatten. Dabei versuchte er, sie von seiner christologischen Auslegung des AT zu überzeugen. Nach ihrer Abreise erfuhr er nach eigener Aussage, sie hätten seinen Empfehlungsbrief zerrissen, weil darin der „Gehängte“ vorkam (der gemäß Dtn 21,23  als Gotteslästerer gekreuzigte Jesus).
Luther legte daraufhin den Fluchpsalm 109 so als „Trost“ aus, dass er den Beter auf Christus, seinen verfluchten Gegner auf Judas Iskariot bezog und dessen Scheitern mit der nachchristlichen Geschichte des ganzen Judentums identifizierte. Obwohl es auch nach der Tempelzerstörung weiter existierte, sei es nicht mehr Gottes Volk. Das lasse sich an seinem Verlust des eigenen Landes und der unsteten Existenz seither ablesen. So ergehe es den Feinden Jesu Christi seit 1500 Jahren, so dass die Vernunft ihr Verfluchtsein wohl einsehen müsse. Doch der Satan lasse es die Juden nicht verstehen. Diese Verblendung diene den Christen zum Trost: „Hilf Gott, wie oft und in viel Landen haben sie ein Spiel wider Christum angericht, darüber sie verbrannt, erwürgt und verjagt sind… Aber Christus und die Seinen bleiben fröhlich in Gott, als sie dadurch bestätigt werden in ihrem Glauben… Also sie den Fluch im Geist anziehen als ein täglich Kleid, so lass sie auch ein öffentlich Schandkleid äußerlich tragen, damit sie vor aller Welt als meine Feinde erkannt und veracht werden…“
Das Leiden der Juden unter den Christen soll ihr Verfluchtsein durch Gott beweisen: Mit dieser gängigen altkirchlichen Fluchtheorie rechtfertigte Luther hier die beim 4. Laterankonzil 1215 verordnete Judentracht und ganze bisherige Judenverfolgung der Christen, die er 1523 abgelehnt hatte, aus der Bibel.

### Brief an Josel von Rosheim (1537)
1536 verbot Kurfürst Johann Friedrich I. den Juden im Kurfürstentum Sachsen Aufenthalt, Erwerbstätigkeit und Durchreise. Daraufhin reiste Josel von Rosheim, der damalige Anwalt der Juden im Reich, an die sächsische Grenze und bat Luther brieflich um ein Treffen und darum, sich beim Kurfürsten für die Aufhebung dieses Verbots einzusetzen. Er sah in ihm noch einen möglichen Fürsprecher der Juden. Luther lehnte am 11. Juni 1537 ab: Seine Schrift von 1523 habe allen Juden „gar viel gedient“. Aber weil sie seinen Dienst für unerträgliche Dinge „schändlich missbraucht“ hätten, sehe er sich jetzt außerstande, noch bei den Fürsten für sie einzutreten. Obwohl Jesus auch Jude sei und den Juden „kein Leid getan“ habe, lästerten und verfluchten sie ihn ständig. Darum vermute er: Könnten sie tun, was sie wollten, so würden sie alle Christen um Leben und Besitz bringen. Das belegt Luthers Enttäuschung, dass die Reformation kaum Juden zur Konversion bewogen hatte, und seine veränderte Sicht der jüdischen Religionsausübung: Diese sah er nun als latente Bedrohung des Christentums an. Daher bejahte er erstmals die Nichtduldung von Juden in einem evangelischen Gebiet. Dies sehen manche Kirchenhistoriker als entscheidenden Wendepunkt in Luthers Haltung zu Juden.
Dahinter stand Luthers 1532 gewonnene Kenntnis der christlichen Sabbater in Mähren, die den Sabbat anstelle des Sonntags einhielten. Er führte dies auf jüdischen Einfluss zurück und sah darin den Beweis für jüdische „Proselyten-Macherei“ unter Christen. Diese enttäuschte ihn maßlos, auch weil sie Katholiken zu bestätigen schien, die ihm vorgeworfen hatten, die evangelische Duldung der Juden würde deren Feindschaft gegen das Christentum nur steigern. Kaiserliche und fürstliche Judenordnungen verboten Juden die Missionierung von Christen zwar streng und drohten andernfalls mit Entzug des Rechtsschutzes. Aber die Reformation hatte im Judentum messianische Hoffnungen auf eine baldige Erlösung und Rückkehr ins gelobte Land Israel gestärkt (David Reuveni). Seine Toraobservanz strahlte auch auf manche Gruppen der Täuferbewegung aus. Luthers Furcht vor einer Abwendung evangelischer Gebiete von seiner Glaubensauffassung war daher nicht unbegründet. Die Confessio Augustana von 1530 wehrte auch deshalb „jüdisch Lehren“ (CA 17) und eine befürchtete oder „absichtsvoll stilisierte“ jüdische Gegenmission ab.

### „Wider die Sabbather“ (1538)
Luther gab diese Schrift als Privatbrief „an einen guten Freund“ aus, um die Herkunft seiner Angaben zu verbergen und Repliken darauf zu erschweren. Er behauptete, in Mähren hätten die Juden schon viele Christen beschnitten und zu dem Glauben verführt, dass der Messias noch nicht gekommen sei. Diese zum Judentum übergetretenen Christen hätten sich verpflichtet, die ganze Tora einzuhalten. Dies sei jedoch wegen der Tempelzerstörung 70 n. Chr. unmöglich. Um die Tora halten zu können, müssten die Juden erst den Jerusalemer Tempel wiederaufbauen, das Land Israel zurückerobern und die Tora dort zum allgemeinen Staatsgesetz machen. Dann müssten auch alle Proselyten dorthin umsiedeln. Man solle abwarten, ob das geschehe; falls nicht, sei die Lächerlichkeit ihrer Versuche erwiesen, Christen zum Einhalten der seit 1500 Jahren „verfaulten“ Tora zu bringen.
Die „Sabbather“ selbst kamen in Luthers Schrift nur am Rande vor. Da er sie seit 1532 kannte, wusste er wahrscheinlich, dass sie keinen Kontakt zu Juden hatten. Daher geht der Kirchenhistoriker Thomas Kaufmann davon aus, dass Luther diese sehr kleinen und politisch einflusslosen Gruppen als Vorwand benutzte, um angebliche jüdische Proselytenmacherei zu behaupten und die Vertreibung der Juden aus Mähren zu fordern.

### „Von den Juden und ihren Lügen“ (Januar 1543)

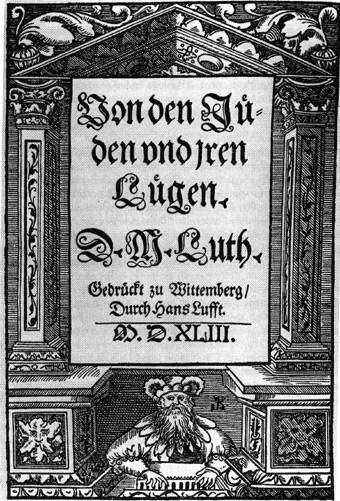
Titelblatt, Wittenberg 1543

Als Anlass dieser Schrift nannte Luther eine gegen seine Sabbatherschrift gerichtete Dialogschrift, in der ein Jude den Glauben eines „abwesenden“ Christen durch Umdeuten von Bibelstellen zu widerlegen versucht habe. Gemeint war eventuell Sebastian Münsters Schrift Messias Christianorum et Judaeorum Hebriace & Latine (1539), die die rabbinische Messiasvorstellung, talmudische und kabbalistische Exegese entfaltet und ihr nur christlich gedeutete AT-Stellen gegenüberstellt. Luther erklärte zu Beginn, er wolle die Juden nicht mehr bekehren, weil das unmöglich sei. Disputationen und das Erlernen ihrer Bibelexegese bestärkten sie erfahrungsgemäß nur in ihrem Glauben und darin, Christen „an sich zu locken“. Er wolle nur noch „unseren Glauben stärken und die schwachen Christen vor den Juden warnen“ und ihnen die „unsinnige Narrheit“ des jüdischen Messiasglaubens beweisen. Dazu genüge das NT. Das „verdammte Glossieren“ (fälschende Auslegen) der Rabbiner sei abzuweisen. Eine rein philologische Bibelexegese verfehle die eigentliche Aufgabe, das Christuszeugnis des AT darzustellen. Das führte Luther im ersten Teil im Kontrast zu Münsters Dialogschrift aus.
Er beschrieb zunächst den „Hochmut“ der gegenwärtigen Juden: Sie hielten sich aufgrund Abstammung, Beschneidung, Tora, Land- und Tempelbesitz für Gottes Volk, obwohl sie doch wie alle Menschen als Sünder unter Gottes Zorn stünden (I). Mit fünf AT-Stellen versuchte er dann ähnlich wie 1523, Jesu Messianität zu beweisen (II), beschrieb jüdische Polemik gegen ihn und die Christen (III) und folgerte daraus praktische Maßnahmen (IV). Schon in die Anfangsteile ließ er laufend damalige Stereotype einfließen: Juden seien blutdürstig, rachsüchtig, das geldgierigste Volk, leibhaftige Teufel, verstockt. Ihre „verdammten Rabbiner“ verführten die christliche Jugend wider besseres Wissen, sich vom wahren Glauben abzuwenden. Mehrmals unterstellte Luther den Juden die Bereitschaft, Brunnen zu vergiften und Kinder wie Simon von Trient zu rauben und zu zerstückeln. Diese Legenden, die er 20 Jahre zuvor als „Narrenwerk“ zurückgewiesen hatte, untermauerte er nun mit einem NT-Zitat (Mt 12,34). Gutes täten sie aus Eigennutz, nicht Liebe, weil sie bei den Christen wohnen müssten, mit dem Ergebnis:

„Jawohl, sie halten uns in unserem eigenen Land gefangen, sie lassen uns arbeiten in Nasenschweiß, Geld und Gut gewinnen, sitzen dieweil hinter dem Ofen, faulenzen, pompen und braten Birnen, fressen, sauffen, leben sanft und wohl von unserm erarbeiteten Gut, haben uns und unsere Güter gefangen durch ihren verfluchten Wucher, spotten dazu und speien uns an, das wir arbeiten und sie faule Juncker lassen sein […] sind also unsere Herren, wir ihre Knechte.“

Damit appellierte Luther an den Sozialneid der Bevölkerung und verkehrte demagogisch die reale Lage der damaligen „Kammerknechte“, um deren Duldung für Schutzgeldzahlungen an die Fürsten zu beenden. Dazu forderte er von diesen sieben Schritte, die er zynisch als „scharfe Barmherzigkeit“, später offen als „Unbarmherzigkeit“ bezeichnete:
- ihre Synagogen niederzubrennen,
- ihre Häuser zu zerstören und sie wie Zigeuner in Ställen und Scheunen wohnen zu lassen,
- ihnen ihre Gebetbücher und Talmudim wegzunehmen, die ohnehin nur Abgötterei lehrten,
- ihren Rabbinern das Lehren bei Androhung der Todesstrafe zu verbieten,
- ihren Händlern das freie Geleit und Wegerecht zu entziehen,
- ihnen das „Wuchern“ (Geldgeschäft) zu verbieten, all ihr Bargeld und ihren Schmuck einzuziehen und zu verwahren,
- den jungen kräftigen Juden Werkzeuge für körperliche Arbeit zu geben und sie ihr Brot verdienen zu lassen.

Aber wiewohl er Juden gern eigenhändig erwürgen würde, sei es Christen verboten, sie zu verfluchen und persönlich anzugreifen. Die Obrigkeit, die Gott zur Abwehr des Bösen eingesetzt habe, müsse die Christen vor den „teuflischen“ Juden schützen. Falls die Fürsten seine Ratschläge ablehnten, müssten sie den Juden wenigstens ihre religiösen Stätten, Gottesdienste, Bücher und ihre Gotteslästerung verbieten. Falls sich auch dieses nicht durchführen lasse, so bleibe nur, die Juden aus den evangelischen Ländern „wie die tollen Hunde“ zu verjagen.
Mit diesem brutalen Gewaltaufruf sprach Luther den Juden die Menschenwürde ab, die er ihnen 1523 zugebilligt hatte. Sein Vergleich der Juden mit „Zigeunern“ war ein frühneuzeitliches Stereotyp. Die Roma waren 1498 im ganzen Heiligen Römischen Reich für vogelfrei erklärt worden, weil sie wie die Juden als Spione der „Türken“ (der Muslime im expandierenden Osmanischen Reich) verdächtigt wurden. Luther kannte diesen Reichstagsbeschluss, forderte also, die Juden ebenso zu entrechten und auszuliefern. Schon der katholische Jurist Ulrich Zasius hatte 1506 gefordert, Juden zu vertreiben oder zu „eliminieren“, weil sie Christen täglich verfluchten, sie mit Wucher ausnutzten, sich weigerten, ihnen zu dienen, den christlichen Glauben lächerlich machten und gegen Christus lästerten. Am grausamsten sei der tägliche und nächtliche „Blutdurst“ dieser „Blutsauger“. Er folgerte: „Warum soll es also vor allem den Fürsten nicht gestattet sein, so ausgesprochene Feinde, so grimmige Bestien auszustoßen, warum sie nicht aus den Gebieten der Christen austreiben? Man muß jenen ekelhaftesten Auswurf in kümmerliche Finsternis versinken lassen. Auch wenn man diesen unendlichen Pöbel von Beschnittenen unter den Christen nicht mehr duldet, wird es immer noch viele von diesen Scheusalen geben, die sich unter den Heiden herumtreiben können.“
Luther behauptete hier auch, er habe bisher nicht gewusst, dass die Juden in ihren Schulen und Synagogen „Christum und uns belügen, lästern, fluchen, anspeien und schänden.“ Das bezog sich auf den „Gebetsfrevel“, den der jüdische Konvertit Antonius Margaritha 1530 als angebliches Hauptmerkmal jüdischer Religionsausübung dargestellt hatte. Dessen einflussreiche Schrift „Der gantz jüdisch Glaub“ gab sich als Kompendium des Judentums, um die Christen vor vermeintlichen christenfeindlichen Praktiken der Juden zu warnen und zu überzeugen, dass jegliche Schutzrechte für sie eine gefährliche Illusion seien. Jede Duldung stärke nur ihr anmaßendes Erwählungsbewusstsein und führe zur Knechtung der Christen und ihrer Regenten. Nur Zwangsarbeit könne die Juden zur Erkenntnis des auf ihnen liegenden Zornes Gottes und Jesu Christi bringen. Dies geschehe aus „Barmherzigkeit“, damit am Elend der Juden ihre göttliche Verwerfung auch für die Christen aller Völker bis zum Ende der Welt anschaulich bleibe. Luther übernahm diese Argumentation bis in die Wortwahl hinein. Er wies die evangelischen Pfarrherrn und Prediger an, seine Ratschläge unabhängig vom Verhalten der Obrigkeit zu befolgen, ihre Gemeinden vor jedem Kontakt mit Juden und jeder Nachbarschaftshilfe für sie zu warnen, ihre Regierungen ständig an ihre „Gott geschuldete“ Aufgabe erinnern, die Juden zur Arbeit zu zwingen, ihnen das Zinsnehmen zu verbieten und sie an aller Christentumskritik zu hindern. So verlangte er selbst die Weitergabe und ständige Aktualisierung seiner antijüdischen Schriften.
Dahinter stand der Misserfolg seiner bisherigen exegetischen Argumentation und ein „Migrationsdruck“: Kurfürst Friedrich hatte das Durchreiseverbot für Juden 1539 vorübergehend aufgehoben. 1541 waren sie aus Böhmen in die Nachbarregionen vertrieben worden. Zudem bestärkten Margarithas und Münsters Schriften Luther, die Juden als aktive Feinde des Christentums zu betrachten. Daraufhin wollte er alle evangelischen Fürsten mit allen rhetorischen Mitteln zur Vertreibung der Juden und Zerstörung ihrer ökonomischen und religiösen Existenzgrundlagen bewegen, um sie so zur Konversion zu zwingen. Das sollte Gott zeigen, dass die Christen die angeblichen Lügen und Gotteslästerungen der Juden, von denen er überzeugt war, nicht wissentlich duldeten und daran nicht mitschuldig seien. So wollte Luther Gottes befürchtete Strafe abwenden und seine Reformation retten, die er damals von allen Seiten bedroht sah. Dieses Ziel verfolgten auch seine übrigen judenfeindlichen Texte von 1543. Wie stark seine Naherwartung des Endgerichts dabei eine Rolle spielte, ist umstritten. Zwar sah Luther seine Gegenwart als letzten Ansturm des Teufels, der das Christentum durch die Feinde des evangelischen Glaubens zerstören wolle. Jedoch begründete er die Judenvertreibung hier mit der damaligen Bedrohung durch die Türken, die er vom Endgericht unterschied. Die Hauptgefahr sah er in der rabbinischen Auslegung der Messiasverheißungen des AT, die er dauerhaft unmöglich machen wollte.

### „Vom Schem Hamphoras“ (März 1543)

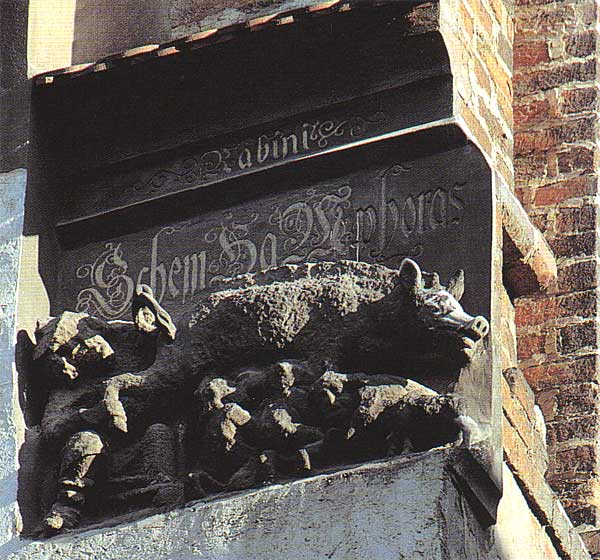
Judensau am Südostflügel der Stadtkirche Wittenberg

Mit der Schrift Vom Schem Hamphoras veröffentlichte Luther die von ihm ins Deutsche übersetzten Toledot Jeschu nach einer bereits antijudaistisch redigierten lateinischen Fassung. Diese aus Talmudstellen kompilierte jüdische Legende stellte Jesus als Zauberer und unehelich gezeugten Wechselbalg dar, der den Gottesnamen JHWH (umschrieben als Ha-Schem Ha-Mephorasch: „der allerheiligste, ausgeführte Name“) als magische Formel missbraucht habe und deshalb gescheitert sei. Luther hatte diesen Text durch Antonius Margaritha kennengelernt und machte ihn im deutschsprachigen Raum bekannt, um die angeblich gotteslästerliche Christusfeindschaft aller Juden zu belegen, die er gerade in ihrer Heiligung des Gottesnamens sah. Dabei verhöhnte er diese jüdische Tradition und die jüdische Bibelexegese dazu aufs Äußerste: Er beschrieb sie als aus Exkrementen des Judas Iskariot gewonnen, griff dabei das „Judensau“-Relief an der Stadtkirche Lutherstadt Wittenberg auf, nannte Juden „diese Teufel“ und setzte so Juden, Judas, Exkremente, Schweine und Teufel bildhaft gleich. Seine Vulgärsprache erreichte selbst im damals üblichen groben Schimpf- und Beleidigungsstil eine maximale Schärfe.
Luther äußerte hier auch eine frühneuzeitliche, langfristig wirksame Verschwörungstheorie: Juden seien eine „Grundsuppe aller losen, bösen Buben, aus aller Welt zusammengeflossen“ und hätten sich „wie die Tattern und Zigeuner“ (Tataren und Roma bzw. Nichtsesshafte) zusammengerottet, um die christlichen Länder auszukundschaften und zu verraten, Wasser zu vergiften, Kinder zu stehlen und hinterhältig allerlei Schaden anzurichten. Sie begängen wie die Assassinen Meuchelmorde an christlichen Regenten, um dann deren Gebiete einzunehmen.

### „Vermahnung wider die Juden“ (15. Februar 1546)
Im Januar 1546 reiste Luther zu Graf Albrecht VII. von Mansfeld, um mit Predigten die Vertreibung der Juden aus dessen Gebiet durchzusetzen. Sie waren nach ihrer Vertreibung aus Magdeburg (1493) in Eisleben aufgenommen worden; die Mansfelder Grafen stritten über den Umgang mit ihnen. Am 15. Februar, nach seiner letzten Predigt drei Tage vor seinem Tod, verlas Luther seine „Vermahnung“, die seine Haltung zu Juden vermächtnisartig zusammenfasste:
- Er wolle die Juden christlich behandeln und biete ihnen an, Jesus von Nazaret als ihren Messias anzunehmen, der doch ihr Blutsverwandter und rechtmäßiger Nachkomme Abrahams sei. Dieses Angebot zur Taufe sollten die Christen machen, „damit man sehe, dass es ihnen ernst sei.“
- Die Juden würden das Angebot ausschlagen und „unseren Herrn Jesum Christum täglich lästern und schänden“, den Christen nach „Leib, Leben, Ehre und Gut“ trachten, sie mit Wucherzinsen schädigen, sie alle gern töten, wenn sie könnten, und täten dies auch, „sonderlich, die sich für Ärzte ausgeben“. Auch wenn sie die Krankheit scheinbar zunächst heilten, würden sie nur kunstfertig „versiegeln“, so dass man später daran sterbe.[69]
- Würden die Christen die Juden wissentlich weiter dulden, würden sie sich mitschuldig an ihren Verbrechen machen: Darum „sollt ihr Herren sie nicht leiden, sondern wegtreiben.“
- „Wo sie sich aber bekehren, ihren Wucher sein lassen und Christum annehmen, so wollen wir sie gerne als unsre Brüder halten. Anders wird nichts draus… Sie sind unsere öffentlichen Feinde.“

Luther ließ den Juden also nur die Wahl zwischen Taufe oder Vertreibung. Da er ihre Taufbereitschaft nicht erwarten konnte, entzog er ihnen jedes Existenzrecht in evangelischen Gebieten. Diese Entrechtung begründete er mit kollektiver Mordabsicht, die er ihnen erstmals 1537 unterstellt hatte und für real hielt.

## Rezeption

### 16. Jahrhundert
Luthers „Judenschriften“ waren nur ein kleiner Teil seines Werks, gehörten damals jedoch zu den meistgelesenen Texten zum Thema Juden. Daß Jesus Christus ein geborener Jude sei erschien in zehn deutschen und drei lateinischen Ausgaben, Vom Schem Hamphoras in sieben, die übrigen Schriften über Juden in je zwei deutschen und einer lateinischen Ausgabe.

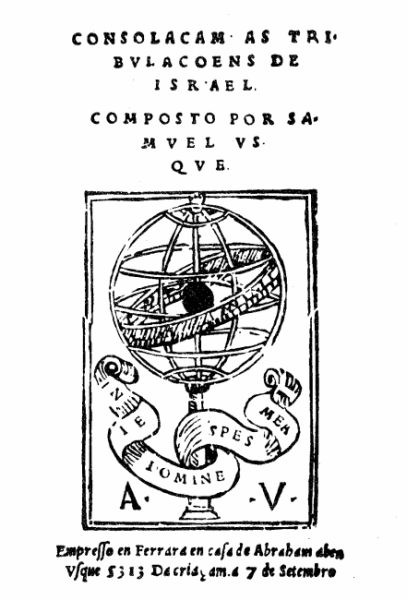
Titelblatt von Samuel Usques Consolacam as tribulacoens de Israel composto por, Ferrara 1553

Luthers Schrift von 1523 wirkte auf damalige Juden als Sensation. Holländische Juden sandten sie als Ermutigung an die verfolgten Juden Spaniens. Andere sandten ihm zum Dank eine deutsche Übersetzung des 130. Psalms in hebräischer Schrift. 1524 deutete Abraham Farissol eine populäre Messiasweissagung auf Luther: Gott habe ihn vor seinen Gegnern gerettet, er habe deren Glauben entkräftet, seither verhielten sich Christen wohlwollend und einladend zu Juden. Wegen seiner hebräischen Studien und seines Abscheus gegen den katholischen Klerus sei er wohl ein heimlicher Jude, der allmählich zum Judentum zurückkehre. Weil die Reformation die baldige Ankunft des Messias anzeige, sollten zwangsgetaufte Juden rasch wieder ihren Glauben annehmen. Ein anonymer Rabbi deutete Luthers Namen als „Licht“ und betonte: Die reformatorische Abschaffung von Mönchtum, Askese, Zölibat und Fasttagen habe Christen und Juden einander angenähert. Samuel Usque vermutete 1553, Marranen hätten das Luthertum heimlich angestiftet. Gott habe das Christentum gespalten, damit zwangsgetaufte Juden zurück zum Judentum fänden. Joseph ha-Kohen begrüßte Luthers Bibelauslegung 1554 als vernunftgeleiteten Beitrag, „Missbräuche Roms“ wie den Ablasshandel abzuschaffen und die christliche Lebenspraxis zu verbessern. Gott habe die Protestanten über die katholische Übermacht siegen lassen und ihr Land so wie früher Israel befreit. Kohen listete die lutherischen Märtyrer auf und betrauerte sie nach jüdischer Liturgie. Auch Rabbi Abraham Ibn Megas begrüßte 1585, dass die Reformation das Christentum in viele Lehren zersplittert habe. Gott läutere die Christen durch ihre Religionskriege allmählich von ihren Sünden gegen die Juden.
Andere Juden erkannten zeitnah Luthers Kurswandel. Ein Anonymus schrieb um 1539, Luther habe zuerst die Juden zu bekehren versucht und sie dann verleumdet, als Erfolg ausblieb und andere Christen ihn als Fast-Israeliten verspottet hätten. Nach seinem vergeblichen Kontaktversuch versuchte Josel von Rosheim, Luthers Einfluss auf die Judenordnungen des Reichs zurückzudrängen. 1543 bat er den Stadtrat von Straßburg, Luthers Schrift Von den Juden und ihren Lügen zu verbieten: Nie zuvor habe „ein Hochgelehrter solch grob unmenschlich Buch mit Scheltworten und Laster uns armen Juden auferlegt, von dem sich, Gott weiß es, in unserem Glauben und in unserer Jüdischkeit in der Tat auch nicht das Geringste finden läßt.“ Der Straßburger Stadtrat verbot den Druck der Schriften Luthers von 1543, erlaubte 1570 aber andere antijüdische Bücher und Grafiken.

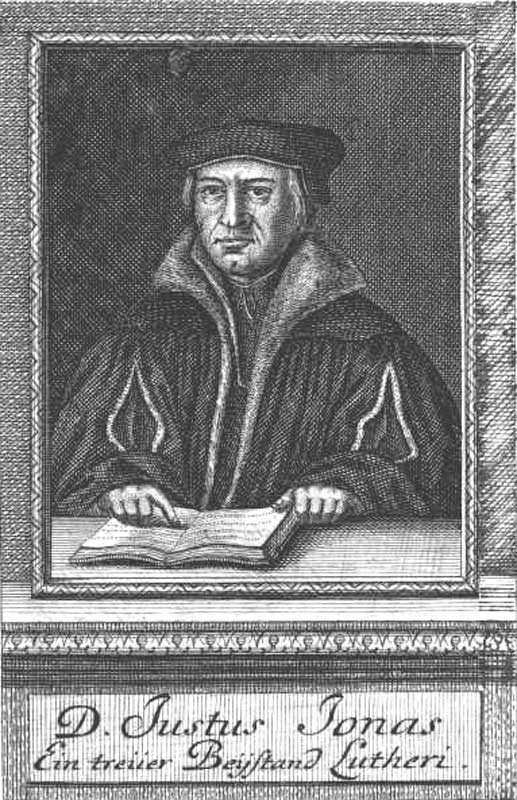
Justus Jonas, Kupferstich 16. Jahrhundert

Auch im Luthertum galt Luthers Schrift von 1523 als Wendepunkt. Bis 1529 reagierten sieben evangelische Flugschriften darauf. Die vorreformatorische Epistola Rabbi Samuelis erklärte das 1000-jährige Exil aller Juden mit Bibelstellen wie Am 2,6  als Gottes anhaltendes Strafgericht für den Verkauf des gerechten Juden Jesus und Verfolgung seiner Apostel. Wegen dieser nur auf das AT bezogenen Argumentation übersetzten Lutheraner diese Schrift als Hilfsmittel ihrer Judenmission. Drei fiktive Dialoge eines Christen mit einem Juden veranschaulichten den von Luther angeregten neuen Umgang mit Juden. Sie enthielten keine antijüdischen Invektiven, argumentierten nur vom Alten Testament her, nannten jüdische Gegenargumente und beschrieben gegenseitigen Respekt der Dialogpartner, auch wenn sie uneins blieben. Der erste Dialogtext wies jüdische Hoffnungen auf ein eigenes Königreich zurück, die damalige Gerüchte von unbekannten jüdischen Heeren vor Jerusalem gestärkt hatten. Der zweite endete mit, der dritte ohne Bekehrung des Juden, folgerte jedoch, das Judentum bleibe bis zur Wiederkunft Christi bestehen. Demnach scheiterte die „freundliche“ Judenmission an der reformatorischen AT-Auslegung, die die nachbiblische rabbinische Tradition ausschloss, und an jüdischen Endzeithoffnungen. So vertrat Luthers Freund und Übersetzer Justus Jonas der Ältere: Erst die Reformation habe den Wert des Volkes Israel und seiner Bibel wiederentdeckt. Die Juden könnten Jesus Christus aus dem inneren Sinn des AT erkennen. Darum müsse sich die Kirche unablässig für ihre Rettung einsetzen. Luther habe erstmals exegetisch bewiesen, dass der Messias schon gekommen und der Talmud ebenso nutzlos wie die katholische Scholastik sei. Darum sollten Christen für die Juden beten, zumal auch sie sich oft nur Christen nennen würden. Diese Bekehrungshoffnung hielt Jonas 1543 fest, auch als Luther sie aufgegeben hatte.
Ab 1543 folgten einige evangelische Gebietsherren teilweise Luthers Forderungen. Kursachsen erneuerte und verschärfte das Durchreise- und Aufenthaltsverbot für Juden. 1546 vertrieben Braunschweig und weitere Städte die ortsansässigen Juden. Einige evangelische Universitäten verbannten jüdische Mediziner infolge Luthers Klischee von diesen. 1547 vertrieb der Graf von Mansfeld die Eislebener Juden. Landgraf Philipp von Hessen befahl eine Talmudverbrennung und verbot Juden das Zinsnehmen, konnte dies jedoch nicht durchsetzen.
Die meisten evangelischen Fürsten ignorierten Luthers Forderungen von 1543, um jüdische Schutzgelder und Wirtschaftsleistungen zu behalten. Auch die meisten Reformatoren folgten ihm darin nicht, obwohl auch sie das Judentum als überholte, feindliche Gesetzesreligion ansahen. Nur Philipp Melanchthon verbreitete Luthers Schriften von 1543 als „nützliche Lehre“. Wolfgang Capito dagegen unterstützte Josel von Rosheims Vorstoß, das Durchzugsverbot in Sachsen aufzuheben. Heinrich Bullinger kritisierte, Luthers Schriften von 1543 seien „entstellt und geschändet durch seine schmutzigen Ausfälle und durch die Scurrilität, die Niemanden, am wenigsten einem bejahrten Theologen, ansteht.“ Das „schweinische, kotige Schemhamphoras“ hätte auch bei einem unbekannten Autor „wenig Entschuldigung“. Er befürwortete eine wortgetreue AT-Exegese, da sonst auch das NT unglaubwürdig werde. Anton Corvinus und Caspar Güttel hielten die Solidarität der gemeinsamen Schuld von Juden und Christen vor Gott fest. Urbanus Rhegius bemühte sich in seiner Region um eine gewaltlose Judenmission. Martin Bucer und Ambrosius Blarer forderten strenge Knechtschaft statt Vertreibung der Juden. Huldrych Zwingli beschrieb sie als absichtliche Schriftverderber und direkte Urheber katholischer Riten und Kriege. Das blieb politisch folgenlos, da in seiner Region kaum Juden lebten. Andreas Osiander benannte die finanzielle Verschuldung von Christen als Ursache vieler Judenpogrome. Als einziger Reformator widerlegte er 1529 exegetisch den Ritualmordvorwurf gegen Juden. Doch dieser blieb im Protestantismus virulent, weil Luther jüdische Ritualmorde 1543 wieder für wahrscheinlich erklärt hatte.
Johannes Mathesius bestritt in seiner Ausgabe der Lutherpredigten 1566 jeden Wandel in Luthers Judentexten und schuf ein Narrativ vom Verrat der Juden an ihm. Er habe das AT seit 1523 von der „Rabbinen Geschmeiß und Unflath“ gereinigt und Juden geholfen, aber sie hätten ihn hintergangen und weiter zu ermorden versucht. Bis 1917 folgten die meisten Lutherbiografien diesen Vorgaben. Georg Nigrinus knüpfte mit seiner Hetzschrift „Judenfeind“ (1570) an Luthers aggressive Polemik von 1543 an und behauptete zudem einen jüdischen Hostienfrevel, auf den nach der Peinlichen Halsgerichtsordnung von 1532 die Todesstrafe stand. Landgraf Wilhelm IV. (Hessen-Kassel) empfahl seinem Bruder Ludwig IV. (Hessen-Marburg) brieflich, das nur von anderen abgeschriebene „schlechte Werk“ einzuziehen. 1577 gab Nikolaus Selnecker, Mitautor der Konkordienformel, Luthers „Judenschriften“ ab 1538 und eine anonym verfasste Liste „schrecklicher Gotteslästerungen“ der Juden als Buch für evangelische Hausväter heraus und kommentierte: Weil das Wirtschaftsverhalten getaufter wie ungetaufter Juden derart verdorben sei, seien sie ebenso wenig wie „der Teufel und seine Mutter selbst“ zu dulden. Sie seien besonders gefährliche Feinde der Lutheraner, da sie überall gesellschaftlich aufgestiegen seien, während die wahre Lehre „greulichen Schiffbruch gelitten“ habe. 1578 erklärte der Braunschweiger Gutachter Martin Chemnitz, die Judenvertreibung sei eine die Gewissen betreffende „Religionssache“, dafür seien die lokalen Geistlichen zuständig. Diese empfahlen ihren Kollegen in Einbeck, Luthers Forderung zu befolgen. Weil die Juden schon durch ihr Dasein Jesu Messianität bestritten und ihn und die Christen somit lästerten, seien sie genauso wie „Sakramentierer“ und Sekten zu behandeln. Der Schutz der Juden gefährde die einheitliche Durchsetzung der Confessio Augustana. Er galt also nun als Abkehr vom dogmatisierten Luthertum, für das Luthers Spätschriften maßgebend waren. Oft gab das Stereotyp des jüdischen „Gebetsfrevels“ in evangelischen Gebieten den Ausschlag, Juden zu vertreiben. Hauptursache dafür war nach Friedrich Battenberg die religionspolitische Stärkung der Fürsten mit dem Prinzip cuius regio, eius religio im Augsburger Reichs- und Religionsfrieden (1555). Damit konnten sie ihre Hoheitsgebiete konfessionell vereinheitlichen und die Juden je nach ihren Interessen dulden oder vertreiben. Somit habe Luther den mittelalterlichen Antijudaismus nicht bruchlos in die Neuzeit überliefert, aber eine langfristige Radikalisierungstendenz eingeleitet.
Luthers katholische Gegner benutzten seine Texte gegen ihn. Petrus Sylvius machte ihn 1527 für die Invasion der Türken in Europa verantwortlich und behauptete, Luther habe auch die Juden bestärkt, die Christen zu unterjochen und zu ermorden, ihre Städte und Länder zu verwüsten. Johannes Eck warf dem „Judenvater“ Luther vor, er mache alle zu Priestern, sogar die Juden, und habe Osianders Entkräftung des Ritualmordvorwurfs ebenso wie täuferische Bilderstürmer und „Sakramentsschänder“ veranlasst („Ains Judenbüchlein Verlegung“, 1541). Manche Katholiken und Protestanten, auch Luther selbst, unterstellten ihren Gegnern, sie stammten von Juden ab, um deren Lehren zu diskreditieren. Hier bahnte sich der Umschlag von antijudaistischen in antisemitische Vorurteile an. Johannes Cochläus fand 1543: Obwohl Luther die Katholiken geschmäht und den Juden geschmeichelt habe, habe er keinen Juden zu Christus bekehrt, sondern nur ihren Christenhass angestachelt. Luthers Schrift von 1543 erwähnte er nur am Rand, wohl weil sich deren Vorwürfe gegen Juden mit katholischer Tradition deckten. 1595 ließ Kaiser Rudolph II. diese Schrift auf Bitten der Judengemeinden als „schamloses Schmachbuch“ konfiszieren. Dagegen dogmatisierte die katholische Kirche ihre antijudaistischen Lehren und erneuerte ihre Ghettoisierungs- und Kennzeichnungsgebote, um sich von der evangelischen Seite abzugrenzen.

### 17. und 18. Jahrhundert
Im 17. Jahrhundert knüpften Protestanten entweder an den „frühen“ oder den „späten“ Luther an und gingen demgemäß verschieden mit Juden um. Luthers Texte von 1543 wurden 1613 und 1617 für den antijüdischen Fettmilch-Aufstand in Frankfurt am Main nachgedruckt und benutzt, ebenso 1697 in Hamburg für eine Enteignung ortsansässiger Juden. Die theologische Fakultät Jena begründete begrenzte Toleranz für zu bekehrende Juden 1611 in einem Gutachten für den Hamburger Magistrat mit Luthers Schrift von 1523. Der reformierte Hebraist Johann Buxtorf der Ältere dagegen berief sich 1641 in seiner einflussreichen Schrift Juden Schul auf Luthers erste Schrift von 1543. Das belegt deren überkonfessionelle Wirkung.

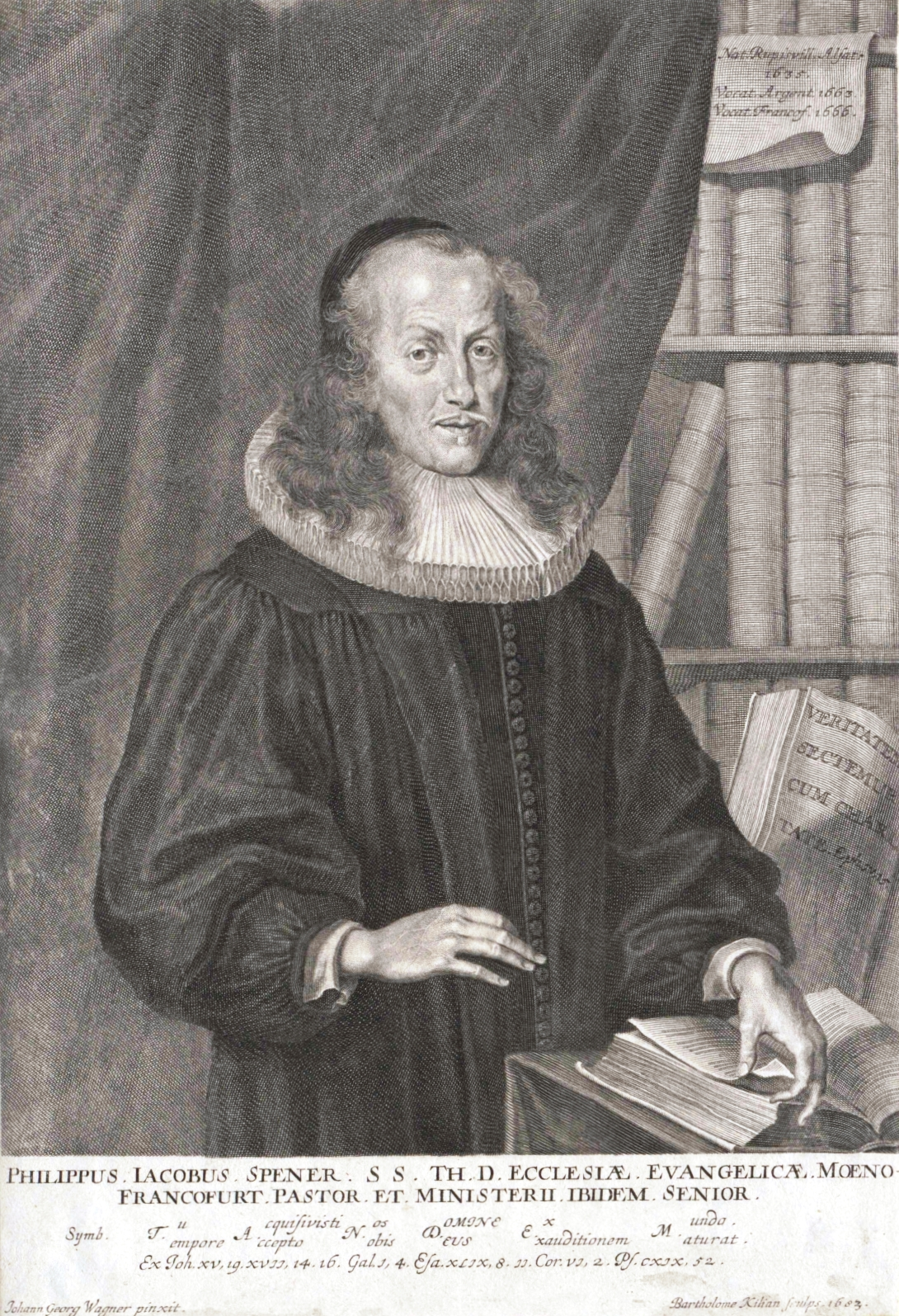
Philipp Jacob Spener. Kupferstich von Philipp Nikolaus Kilian, 1683

Die lutherische Orthodoxie lehnte die Judenmission als zwecklos ab. Theologen wie Johann Conrad Dannhauer und Johann Arndt deuteten Israels „Verstockung“ im Anschluss an Luthers Spätschriften als endgültige Verwerfung aller Juden bis zum Endgericht. Sie forderten häufig eine schärfere Unterdrückung der Juden als Teil von Kirchenreformen. Johann Georg Neumann betonte, dass Luther ab 1526 durchgängig die unaufhebbare Verstockung des Judentums vertreten und dessen Bekehrung abgelehnt hatte.
Der Pietismus dagegen forderte die Judenmission als notwendigen Teil der Völkermission. Johann Georg Dorsche und Philipp Jacob Spener deuteten Röm 11,25f  („…ganz Israel wird gerettet werden“) auf eine zukünftige Bekehrung aller Juden vor dem Endgericht. Ab 1678 nahm Spener ein Predigtzitat Luthers von 1521 („Gott gebe, daß die Zeit nahe sei, wie wir hoffen“) dafür in Anspruch, das in Luthers Hauspostille fehlte. Deren Erstherausgeber Caspar Cruciger der Ältere hatte es wohl 1547 weggelassen, weil Luther „ganz Israel“ 1543 wieder auf die vor dem Jahr 70 bekehrten Judenchristen begrenzt hatte. Spener kritisierte diese Deutung als zeitbedingte und theologisch unerhebliche Verfälschung und nahm die Version von 1521 in die Neuauflagen der Hauspostille auf. Damit machte er Luther zum Kronzeugen der Judenmission; dessen spätere gegenteilige Aussagen ließ er fortan unerwähnt. Spener forderte in einer 1685 erschienenen Frankfurter Predigt mit Bezug auf Luthers frühe Judenschriften: „Und wie unser lieber Lutherus davor hielte / wir sollten alle Juden umb deß einigen Juden Jesus willen lieben / so sollen wir auch ihr gantzes geschlecht umb dieses einigen alleredelsten Juden Jesu willen hochachten“. Der ev. Kirchengeschichtler Johannes Wallmann deutet dies als implizite Kritik an Luthers späteren judenfeindlichen Schriften und wertet diese Predigt Speners als Beginn wirklicher Toleranz gegenüber Juden in Deutschland. Zwar erinnerte Gottfried Arnold 1699 noch einmal an Luthers Schriften von 1543, betonte aber, nur der frühe Luther sei für die Haltung zu den Juden verbindlich. Diese Sicht prägte das evangelische Lutherbild bis in das 20. Jahrhundert hinein.

### 19. Jahrhundert
1781 hatte der Aufklärer Christian Konrad Wilhelm von Dohm eine Debatte über die jüdische Emanzipation angestoßen und Luthers Schrift von 1543 als Beispiel für die zu überwindende Intoleranz erwähnt. Weil die Nationalversammlung Frankreichs den Juden des Landes 1791 gleiche Bürgerrechte gewährt hatte, wurde darüber seit dem Sieg über Napoleon Bonaparte und dem Wiener Kongress (1815) auch in Preußen diskutiert. In einer frühantisemitischen Polemik von 1816 belegte der Historiker Friedrich Rühs mit judenfeindlichen Zitaten Luthers die „gänzliche Unverträglichkeit“ von Judentum und Christentum. Der badische Oberkirchenrat Johann Ludwig Ewald verurteilte diese Zitate daraufhin als „ganz antichristliche, unmenschliche Lästerungen“, die Jesu Botschaft widersprächen und die man „eher mit dem Mantel der Liebe zudeken“ solle. Dem entsprach die Haltung der evangelischen Kirchen im Deutschen Bund. Demgegenüber stilisierten gebildete Frühantisemiten um Ernst Moritz Arndt, Friedrich Ludwig Jahn und Jakob Friedrich Fries Luther zum Vorkämpfer des Deutschtums und deutschen Nationalstaats. Ihre Anhänger in den studentischen Burschenschaften bekräftigten diese Forderungen beim Wartburgfest zum 300. Reformationsjubiläum im Oktober 1817 mit einer Bücherverbrennung, die auch eine antinationalistische Schrift des jüdischen Gelehrten Saul Ascher umfasste. 1819 folgten die pogromartigen Hep-Hep-Krawalle.
Diese Vertreter des „politischen Protestantismus“ kannten Luthers Judentexte, übernahmen jedoch nicht seine radikalen Forderungen von 1543. Der Antisemit Hartwig von Hundt-Radowsky erwähnte 1822 in seiner Judenschule nur eine Tischrede Luthers. Der Leipziger Theologe Ludwig Fischer versuchte 1838 mit einer antijüdisch kommentierten Zitatsammlung aus Luthers Judentexten nachzuweisen, dass die heutigen Juden unbekehrbar seien, die endzeitliche Bekehrung aller Juden aber festzuhalten sei. Darum lehnte er ihre Unterdrückung ebenso wie ihre völlige Emanzipation ab. Auch die Vertreter des konfessionellen Luthertums lehnten eine völlige Judenemanzipation ab. Friedrich Julius Stahl und Ernst Wilhelm Hengstenberg beriefen sich für ihr Leitbild eines preußisch-christlichen Staates nicht auf Luther. Hengstenberg erklärte 1857 als Fazit seiner Artikelserie: Luthers Spätschriften über Juden widersprächen der Haltung der Apostel, die lutherische Kirche habe sie nie ungeprüft übernommen. Diese Haltung vertraten damals alle Richtungen der evangelischen Theologie.
Seit der Gründung des Deutschen Kaiserreichs 1871 bis zum 400. Luthergeburtstag 1883 vereinnahmten nationalistische Protestanten wie Heinrich von Treitschke Luther politisch unter der Parole „Von Luther zu Bismarck“. Treitschke entnahm sein antisemitisches Motto „Die Juden sind unser Unglück“ und die Gegenüberstellung von (deutschem) „Wirtsvolk“ und (jüdischem) „Gastvolk“ aus Lutherzitaten. Für die evangelische Kirche blieb Luthers Schrift von 1523 maßgebend; seine Spätschriften galten als unvereinbar mit Paulus und der reformatorischen Theologie. Auch gemäßigte Antisemiten wie Adolf Stoecker beriefen sich nicht darauf. Der spätere Lutherforscher Georg Buchwald jedoch ermutigte evangelische Theologen 1881 mit einer kommentierten Neuausgabe von Luthers Judentexten, die damalige Antisemitenpetition zu unterzeichnen.
Ab 1879 vertraten Antisemiten eine rassistische Lutherdeutung, die sie ausschließlich auf seine Spätschriften stützten. Islebiensis (Pseudonym) behauptete 1879: Luther habe 1543 erkannt, dass die „Judenfrage“ nicht mit der Taufe, sondern nur mit der Vertreibung der Juden zu lösen sei: „‚Hinaus mit ihnen‘ soll auch unser Ruf sein, den wir an alle echten Deutschen richten.“ Theodor Fritsch erklärte 1883: Der „deutsche Luther“ sei 1543 mit den „schärfsten Waffen“ gegen den „jüdischen Weltfeind“, die „ehrlosen Fremdlinge“, die weltweit kooperierende „Verbrecher-Genossenschaft“, die „Nation der Menschheitsverräter“ vorgegangen. Fritsch erklärte Jesus zum Arier, der den Gott des AT besiegt habe. Houston Stewart Chamberlain sah Luther als nationalistischen Helden, der die deutsche Nation gegen das „verjudete“ Kirchensystem Roms geschaffen habe. Seine Theologie sah er als Schwachpunkt. Der Endkampf der erwählten göttlichen Arier bzw. Germanen gegen die teuflischen Juden stehe noch bevor und könne nur mit der Vernichtung der einen durch die anderen enden.
Jüdische Intellektuelle reagierten widersprüchlich auf die immer stärkere völkisch-rassistische Vereinnahmung Luthers. Johann Salomo Semler, Heinrich Heine (1834), Leopold Zunz (1855), Hermann Cohen (1880ff.) und andere idealisierten Luther als Überwinder des Mittelalters, Helden der Geistesfreiheit und Wegbereiter der Toleranz. Luthers judenfeindliche Aussagen blendeten sie dabei aus (so Isaak Markus Jost 1828) oder spielten sie als unwesentlich herunter (so Samuel Holdheim 1858, Emil Gustav Hirsch 1883). Ludwig Börne dagegen kritisierte Luther 1830 als Ahnherren von politischer Unfreiheit und deutschem Untertanengeist. Heinrich Graetz (1866) erklärte Luthers Rückkehr zu antijüdischen „Märchen“ aus persönlicher Verbitterung, Rechthaberei und Unverständnis für die ethische Qualität des Judentums. Luthers judenfeindliches „Testament“ (1543) habe die protestantische Welt lange „vergiftet“. Ludwig Geiger (1860ff.) erklärte diese Schrift eher aus Luthers Erkenntnis des Gegensatzes seiner zur jüdischen Bibelexegese. Mit der These eines Bruchs in Luthers Haltung zu Juden versuchten diese Historiker, Luther vor antisemitischem Missbrauch zu retten und ein Bündnis von Juden und Protestanten für den geistig-sozialen Fortschritt zu stärken. Dabei fanden sie jedoch bei den Protestanten kaum Gehör, da diese von antijudaistischen Prämissen aus laufend Zugeständnisse an die Antisemiten machten.

### 1900 bis 1933
Auf den Antisemitismus der 1880er Jahre reagierten einige protestantische Theologen mit einer Doppelstrategie: Ludwig Lemme verlangte 1913 mit Bezug auf Luther politisch „scharfe Barmherzigkeit“, nämlich Enteignung und Entrechtung des angeblich dominanten Judentums, und zugleich „herzliche Nächstenliebe“ gegenüber einzelnen Juden, um sie offensiv zu bekehren. Dabei sei vom Verfluchtsein aller Juden seit Jesu Kreuzigung auszugehen. Der Zionismus sei abzulehnen, da er nur die „Verstockung“ der Juden gegenüber der Judenmission fördere. Wären Christen wirklich Christen, dann gäbe es keine Juden mehr. Wilhelm Walther (1912) nannte Luthers AT-Deutung und seine Schrift von 1523 „pro-semitisch“. Ihm sei es immer nur um das Verhältnis der Juden zu ihrem Retter Jesus Christus gegangen. Sein Ausbruch von 1543 sei zu ignorieren, da die Moderne das Christentum seit 1789 weit mehr anfeinde und den Juden jene von Luther abgelehnte Gleichstellung mit den Christen verschafft und den früher für unerträglich gehaltenen „jüdischen Geschäftsgeist“ verallgemeinert habe. Ob diese Ergebnisse der Toleranz günstiger seien, sei zu fragen. In der russischen Oktoberrevolution von 1917 hätten Juden Christen ermordet. Damit übernahm er das antisemitische Klischee jüdischer Drahtzieher dieser Revolution und legte nahe, Luthers „tolerante“ Haltung von 1523 sei ein folgenschwerer Fehler gewesen. Ernst Schaeffer wollte die Christen 1917 mit der Erinnerung an Luthers Schrift von 1523 für eine kommende, „selbstbewusste“ Auseinandersetzung mit dem „zersetzenden“, unerwartet vitalen Reformjudentum wappnen und dabei den „Fehler“ des späten Luther vermeiden, der antijudaistische „Lügen“ übernommen und damit die moderneren Spielarten des Judentums übersehen habe.
Die Weimarer Verfassung von 1919 gab Juden dieselben Bürgerrechte wie Christen und ermöglichte so akademische Zusammenarbeit. Zugleich nahm der Antisemitismus mit republikfeindlichen Rechtsparteien enorm zu. Völkische Autoren eröffneten in den 1920er Jahren eine öffentliche Debatte um das AT und Luthers Judenschriften. So bezweifelte Alfred Falb 1921 gegen Luther das Judesein Jesu und unterstützte damit den Assyrologen Friedrich Delitzsch, der 1920 eine „arische“ Herkunft Jesu angedeutet hatte. Luther habe mit dem Ablass „gegen das Eindringen jüdischen Geistes in die Kirche“ gekämpft und 1543 die „Judenausweisung“ als „unbedingte Notwehrmaßnahme eines ausgeplünderten Volkes erkannt“, aber den christlichen vom jüdischen Gott noch nicht getrennt. Geboten sei jetzt die von Paul de Lagarde und Eugen Dühring geforderte Ausscheidung der „Keimverderber“ und „eingedrungenen Bakterien“. Artur Dinter nannte Jesus Christus 1926 den „größten Antisemiten aller Zeiten“, der kein Jude gewesen sein könne. Er forderte eine „Vollendung der Reformation“ und konsequente „Entjudung“ der „Heilandslehre“ durch ihre Trennung von der „jüdisch-römischen Fälschung“ des AT und von Paulus. Dafür sei Luther wegen seiner Bindung an das AT keine Autorität mehr. Max Wundt beschrieb 1926/27 die „Verjudung“ der deutschen Kultur und „Zersetzung“ des „deutschen Blutes“ als aktuelle Form des Gottesmords. Das „Deutschtum“ sei das erwählte Volk, das Luthers Kampf gegen das Judentum zum eigenen Überleben fortsetzen müsse. Karl-Otto von der Bach gab 1931 die Schrift „Luther als Judenfeind“ heraus. Darin behauptete er wie Falb mit judenfeindlichen Lutherzitaten eine „völkische Bedeutung der Reformation“ gegen die „jüdische Plage“. Der junge Luther habe keine Juden gekannt; erst der „reife“ Luther habe sie aus nationalen und religiösen Gründen zu hassen begonnen. Seine „weitsichtige Warnung“ sei gegenwärtig zu befolgen. Diese Ansichten wurden Gemeingut im völkischen und rassistischen Teil des Protestantismus.

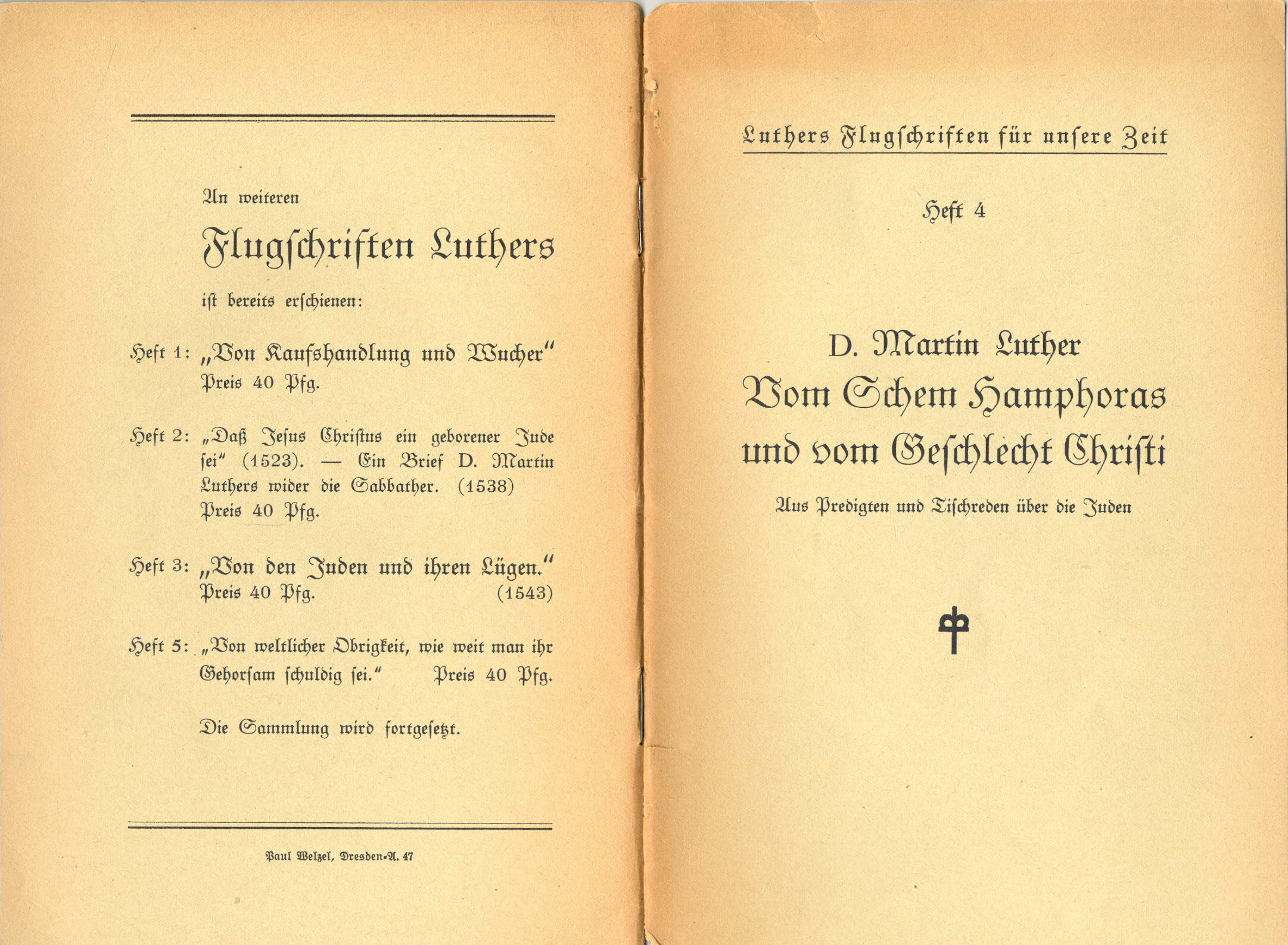
Titelblatt und Rückseite der volkstümlichen Ausgabe von Luthers Vom Schem Hamphoras und vom Geschlecht Christi (Georg Buchwald, Dresden 1931)

Adolf Hitler stilisierte Luther beim NSDAP-Parteitag 1923 für den geplanten Hitlerputsch zum Vorbild des Führerprinzips: Er habe seinen Kampf gegen „eine Welt von Feinden“ damals ohne jede Stütze gewagt. Dieses Wagnis zeichne einen echten heldischen Staatsmann und Diktator aus. In seiner in der Haft 1924/25 verfassten Schrift Mein Kampf erwähnte Hitler Luther neben Friedrich dem Großen und Richard Wagner als „großen Reformator“, kritisierte aber innerchristliche konfessionelle Kämpfe scharf als gefährliche Ablenkung vom „gemeinsamen Feind“, den Juden. Das NSDAP-Blatt Der Stürmer vereinnahmte ab 1923 oft ausgewählte isolierte Zitate aus dem NT und von christlichen Autoren, darunter Luther, für seine antisemitische Hetze. 1928 stellte das Blatt Luthers späte Judentexte als „viel zu wenig bekannt“ dar. Durch persönliche Erlebnisse mit Juden habe er nach dem Kampf gegen Rom die Aufgabe erkannt, die Deutschen von der „jüdischen Pest“ zu befreien. Ähnlich behauptete Mathilde Ludendorff vom Tannenbergbund 1928 in einer Artikelserie, Luther habe nach 1523 die „jüdischen Geheimziele“ studiert und sie 1543 enthüllt, um eine „zweite Reformation“ gegen die Juden zu beginnen. Diese hätte den Deutschen 400 Jahre Leid ersparen können, doch die evangelische Kirche habe Luthers Texte „dem Volke unterschlagen“. Der Verlag von Ludendorffs Volkswarte gab Luthers Judenschriften heraus. Daraufhin gab auch die Innere Mission Dresden 1931 alle Judenschriften Luthers in Auszügen heraus. Dabei ließ Editor Georg Buchwald alle Passagen Luthers zur Deutung des AT aus der Schrift Von den Juden und ihren Lügen weg. Diese Sonderausgaben wurden bis 1933 öfter aufgelegt.
Dagegen erklärte Eduard Lamparter 1928 für den Verein zur Abwehr des Antisemitismus: Luther sei parteipolitisch zum „Kronzeugen des modernen Antisemitismus“ vereinnahmt worden. Jedoch sei er 1523 „auf dem Höhepunkt seines reformatorischen Wirkens für die Unterdrückten, Verachteten und Verfemten in so warmen Worten eingetreten“ und habe „der Christenheit die Nächstenliebe als die vornehmste Pflicht auch gegen die Juden so eindringlich ans Herz gelegt“. Prominente evangelische Theologen empfahlen allen Pastoren, die Erklärung als maßgebende Position der evangelischen Kirche zu verlesen: Antisemitismus sei eine Sünde gegen Christus und mit dem christlichen Glauben unvereinbar. Pastor Hermann Steinlein (Innere Mission Nürnberg) erklärte gegen Ludendorff 1929: Luther sei keine unfehlbare Autorität. Wilhelm Walther verteidigte das AT und Luthers AT-Deutung als christliches Erbe, gab den Antisemiten aber Recht, sie könnten sich für ihren Kampf gegen das aktuelle Judentum auf Luther berufen. Wie er trennten Alttestamentler wie Gerhard Kittel die biblischen Israeliten vom aktuellen Judentum, legitimierten die Judenmission aus dem AT und verbreiteten den lutherischen Antijudaismus, indem sie das Judentum als mit dem Christentum unversöhnliche Gesetzesreligion, seine Zerstreuung und Fremdheit als Gottes bleibendes Gericht und den Staat allein für Juden zuständig darstellten. Diese in der Lutherrenaissance typischen Denkmuster trugen wesentlich dazu bei, dass die evangelische Kirche der Judenverfolgung ab 1933 nicht widerstand.
Konträr zu den Bemühungen völkischer Theologen kritisierte der NSDAP-Ideologe Alfred Rosenberg Luther 1930 in seinem Werk Der Mythus des 20. Jahrhunderts: Er habe zwar dem „germanischen Freiheitswillen“ Bahn gebrochen, jedoch mit seiner Übersetzung des AT wesentlich zur „Verjudung“ des deutschen Volkes beigetragen.

### NS-Zeit

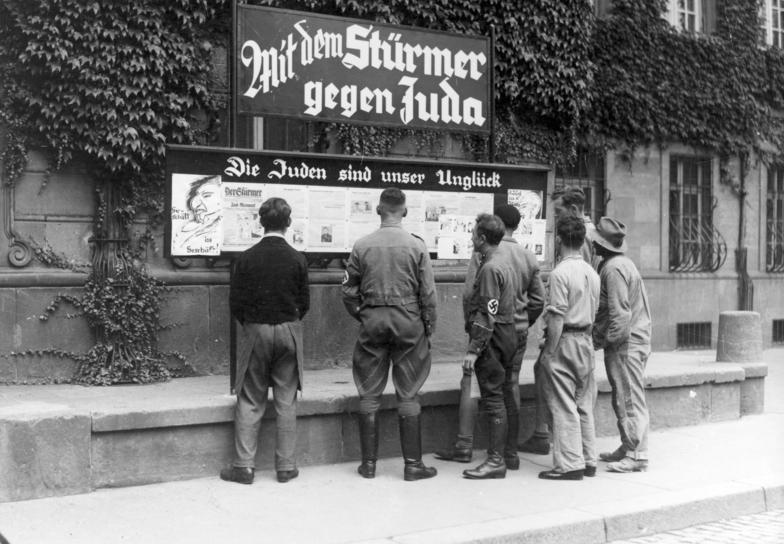
Worms 1935: „Stürmerkasten“

Der Deutsche Evangelische Kirchenbund begrüßte die „Machtergreifung“ des NS-Regimes (30. Januar 1933) mit großer Begeisterung. Vertreter wie Otto Dibelius lobten beim Tag von Potsdam (21. März 1933) die Beseitigung der Weimarer Verfassung als „neue Reformation“, stilisierten Hitler zum gottgesandten Retter des deutschen Volkes, parallelisierten seine und Luthers Biografien und konstruierten eine gegen Menschenrechte, Demokratie und Liberalismus gerichtete historische Kontinuität von Luther zu Hitler. Zunächst verglichen jedoch nur einige Nationalsozialisten wie Karl Grunsky Luthers Judenfeindlichkeit mit Hitlers Antisemitismus.

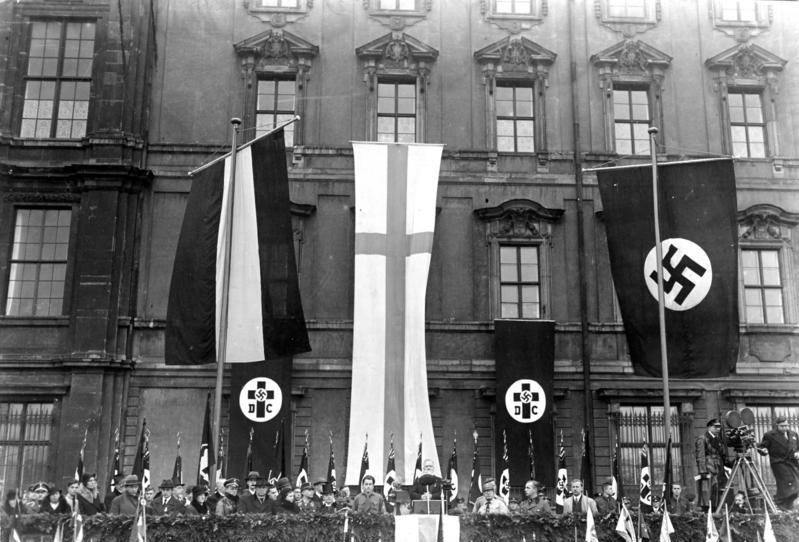
19. November 1933: Feier des Luthertages am Berliner Schloss. Hauptredner: Joachim Hossenfelder

In der NS-Zeit wurden Luthers Judentexte häufig neu herausgegeben. Die Nationalsozialistische Propaganda benutzte sie ebenso wie die rassistischen DC und deren innerkirchliche Gegner. Ab 1933 behauptete der „Stürmer“, in neueren kirchengeschichtlichen Arbeiten werde Luthers „geradezu fanatischer Kampf gegen das Judentum“ „totgeschwiegen“. Er habe als guter Mensch Juden erst zu bekehren versucht, dann erkannt, dass Mission vergeblich sei, weil „der Jude…der geborene Zerstörer“ sei, und das deutsche Volk darüber „aufgeklärt“. 1937 und 1938 bekräftigten zwei Artikel, Luther müsse als „unerbittlicher und rücksichtsloser Antisemit“ gelten und die evangelischen Pastoren müssten das viel stärker predigen. 1941 wies das Blatt die Auffassung zurück, Luthers späte Judentexte seien eine Rückkehr zum Mittelalter, Alterslaune oder rein theologisch motiviert gewesen. 1943 erklärte der Redakteur Julius Streicher Luthers AT-Übersetzung und Schrift von 1523 als Folge kirchlicher Erziehung, von der er sich danach abgekehrt habe. Er habe erkannt, Christus könne mit dem „jüdischen Mördervolk“ nichts gemein haben, und deshalb ihre Ausweisung verlangt. Er spreche als Mahner in die Gegenwart: „Das Verbrechervolk der Juden muß vernichtet werden, auf daß der Teufel sterbe und Gott lebe.“ Folglich verteidigte sich Streicher 1946 im Nürnberger Prozess gegen die Hauptkriegsverbrecher: „Dr. Martin Luther säße heute an meiner Stelle auf der Anklagebank“, wenn seine Schrift von 1543 berücksichtigt würde. Darin habe er geschrieben, „die Juden seien ein Schlangengezücht, man solle ihre Synagogen niederbrennen, man solle sie vernichten“.
Im November 1937 beim „Rezitationsabend“ im Residenztheater (München) zur Propaganda-Ausstellung „Der ewige Jude“ wurden zuerst Auszüge aus Luthers Schriften verlesen. Das „Deutsche Lesebuch für Volksschulen“ von 1943 präsentierte unter dem Titel „Der Jude, unser Erzfeind“ judenfeindliche Zitate „großer Deutscher“, darunter Luther. Das „Geschichtsbuch für höhere Schulen“ (7. Klasse: „Führer und Völker“) von 1941 kommentierte Lutherzitate von 1543: „Keiner vor und nach ihm hat die Juden, diese ‚leibhaftigen Teufel‘, mit solcher elementaren Wucht bekämpft wie er…“.
Seit April 1933 benutzten die DC Luther für ihren Kampf für eine gleichgeschaltete „Reichskirche“, Ausschluss der Judenchristen und „Entjudung“ der kirchlichen Botschaft. So behauptete der „Bund für Deutsche Kirche“ im September 1933: Die „abbruchreife“ DEK habe Luthers Forderungen von 1543 umzusetzen verweigert, beim „Aufbäumen“ des „gesunden deutschen Geistes“ gegen „jüdische Vergewaltigung“ stets abseits gestanden und so „völlige Entartung und sittlichen Verfall“ verschuldet. Nun müsse man mit Luther als „lautem Rufer gegen die Feinde unseres Volkes“ antreten, das AT abschaffen und „deutsches Geistesgut“ an seine Stelle setzen. Beim reichsweiten „Luthertag“ (19. November 1933) stellten auch nicht zur DC gehörige Theologen wie Paul Althaus Luther und Hitler als verwandte Helden einer „großen nationalen Wende“ und Ahnherren des deutschen Volkstums dar. So betonte der angesehene Lutherforscher Erich Vogelsang gegen den jüdischen Historiker Reinhold Lewin: Luther habe erkannt, dass die ganze jüdische Geschichte seit Jesu Kreuzigung vom Fluch Gottes bestimmt sei. Die jüdische Emanzipation sei ein vergeblicher Fluchtversuch vor diesem Schicksal gewesen. Erst die „deutsche Revolution“ von 1933 habe nach 150 Jahren wieder sichtbar gemacht, dass die Juden „der sichtbare Gottesfinger des Zornes in der Menschheitsgeschichte“ seien. Daher dürfe die Kirche dem Judentum auf keinen Fall ein göttliches Daseinsrecht zugestehen, sondern müsse wie Luther „alles ‚Judaisieren‘ und ‚Judenzen‘“ als „innere Zersetzung durch jüdische Art“ entschieden bekämpfen und den Staat zum „Durchgreifen“ mit „scharfer Barmherzigkeit“ auffordern. Luther habe die Gefahr der Ausbeutung und Versklavung des „Wirtsvolkes“ durch das jüdische „Gastvolk“ und dessen Vertreibung als einzige realistische Lösung erkannt. Zwar habe er „Rassenmischung“ noch nicht als Problem gesehen, aber eine Degeneration der Juden („wässeriges Blut“) durch ihre Symbiose mit schwachen Christen, die ihren Christenhass verstärkt habe. Um eine entsprechende Verwässerung deutschen Blutes durch jüdische „Beimischung“ habe er sich nicht gesorgt, da er die Judenmission abgelehnt habe. Aus seiner Spätschrift Vom Schem Hamphoras ergebe sich die „saubere Trennung“ von Juden und Christen.
Wegen dieser Angriffe gab der völkisch-nationalistische Judenmissionar Walter Holsten Luthers Schriften gegen Juden und Muslime 1936 und 1938 neu heraus und kommentierte: Man müsse die „alten, rechten Juden“ von den „neuen, fremden Juden oder Bastarden“ unterscheiden. Letztere habe Luther wegen ihrer religiösen Entscheidung gegen Christus mit dem Teufel verbunden. Er habe an der Judenmission auch 1543 festgehalten und darum von der Obrigkeit verlangt, Gottes Zorn über die Juden zu vollstrecken, hinter dem sich seine „unendliche Liebe“ verberge. Deshalb müsse die Kirche jetzt eine „bestimmte politische Behandlung“ der Juden zulassen und im eigenen Bereich „scharfe Barmherzigkeit“ vollziehen. Der Literaturhistoriker Walther Linden betitelte seine Ausgabe von 1936 „Luthers Kampfschriften gegen das Judentum“ und nannte sie das „heute noch vollauf gültige völkisch-religiöse Bekenntnis des großen deutschen Reformators“. Der Theologiedozent Wolf Meyer-Erlach (DC) gab 1937 Auszüge aus Luthers Schriften mit dem Titel „Juden, Mönche und Luther“ heraus. Er wurde Hauptvertreter einer „Entjudung der Bibel“ am 1939 gegründeten Eisenacher „Institut zur Erforschung und Beseitigung des jüdischen Einflusses auf das deutsche kirchliche Leben“.
Gegen die Novemberpogrome (9./10. November 1938) protestierte keine Kirchenleitung. Einige DC-Kirchenführer rechtfertigten diese Verbrechen mit Luthers Judentexten. Landesbischof Walther Schultz forderte alle Pastoren Mecklenburgs in einem „Mahnwort zur Judenfrage“ am 16. November 1938 auf, Luthers „Vermächtnis“ zu erfüllen, damit die „deutsche Seele“ nun keinen Schaden erleide und die Deutschen ohne „falsche Gewissensbeschwerung getrost alles daran setzen, eine Wiederholung der Zersetzung des deutschen Reiches durch den jüdischen Ungeist von innen her für alle Zeiten unmöglich zu machen.“ Adolf Hitler, nicht „der Jude“, habe am deutschen Volk „Barmherzigkeit getan“, so dass ihm und seinem „dem deutschen Volk aufgetragenen Kampf gegen die Juden“ die Nächstenliebe, Treue und Gefolgschaft der Christen zu gelten habe. DC-Bischof Martin Sasse stellte in seinem weit verbreiteten Pamphlet „Martin Luther über die Juden: Weg mit ihnen!“ (23. November 1938) ausgewählte Lutherzitate so zusammen, dass die nationalsozialistische Judenverfolgung als direkte Erfüllung von Luthers Forderungen erschien. Dieser „deutsche Prophet“ habe sich, „getrieben von seinem Gewissen“, vom Judenfreund zum „größten Antisemiten seiner Zeit“ gewandelt. Diese Stimmen waren keine extremen Einzelmeinungen, da die meisten evangelischen Kirchenführer die staatliche Judenverfolgung seit 1933 immer wieder bejaht hatten.
Die von elf evangelischen Landeskirchen unterzeichneten „Leitlinien“ vom März 1939 behaupteten, der „artgemäße“ Nationalsozialismus setze Luthers Reformation politisch fort. Hanns Kerrl, „Reichsminister für die kirchlichen Angelegenheiten“, forderte 1939, „Luther und die Juden“ zum Thema der kommenden Pfarrkonvente zu machen. Demgemäß propagierte der DC-Theologe Theodor Pauls in vier Schriften die „Entjudung der Lutherforschung“. Die Kirche müsse mit dem Evangelium für das „deutsche Lebensgesetz“ gegen die jüdische „Macht des Verderbens“ eintreten, der Staat müsse dieses Lebensgesetz durchsetzen und Gottes Zorn gegen die Juden vollstrecken. Beides untermauerte Pauls mit Zitaten Luthers und betonte, dieser habe den „Ewigen Juden“ als wirklich erkannt und stimme darin mit Alfred Rosenberg überein. Ab September 1939 rechtfertigte Meyer-Erlach Deutschlands Krieg als gerechten Kampf für die Erhaltung des Christentums gegen „jüdische Verfälschung“. Luthers „Kampf gegen das Alte Testament, seine Warnung vor den Juden“ sei im von Juden gelenkten England nicht beachtet worden. Am 17. Dezember 1941 erklärten sieben evangelische Landeskirchen (Anhalt, Hessen-Nassau, Lübeck, Mecklenburg, Sachsen, Schleswig-Holstein, Thüringen), der Judenstern entspreche Luthers Forderung, „schärfste Maßnahmen gegen die Juden zu ergreifen und sie aus deutschen Landen auszuweisen“. Die Taufe könne nichts an ihrer wesensmäßigen Christusfeindschaft und „rassischen Eigenart“ ändern.
Die 1934 gegründete Bekennende Kirche widersprach staatlichen Übergriffen auf die evangelische Lehre, nicht aber der Judenverfolgung. Einige Mitglieder (Heinrich Fausel, Hansgeorg Schroth, Hermann Steinlein, Richard Widmann, Gerhard Schmidt, Walter Gabriel, Hugo Gotthard Bluth) wiesen die antisemitische Lutherdeutung zurück, jedoch nur für binnenkirchliche Anliegen, um Judenchristen, Judentaufen, das AT und die kirchliche Volksmission zu verteidigen. Dabei vertraten sie fraglos die antijudaistische Ersatz- und Fluchtheorie, unterschieden oft die gegenwärtigen Juden von den biblischen Israeliten, behaupteten einen Rassegegensatz zwischen Juden und Deutschen und eine jüdische „Zersetzung“ deutscher Werte, gegen die der Staat das „Volkstum“ schützen müsse. Sie lehnten allenfalls „Lynchjustiz“ und den innerkirchlichen Judenstern ab. Bischof Theophil Wurm protestierte 1942 zwar gegen diesen, betonte aber zugleich das Staatsrecht, „zum Zweck der Reinerhaltung des deutschen Volkes eine Rassegesetzgebung durchzuführen.“
Dietrich Bonhoeffer erklärte im Juni 1933 als der erste und fast einzige deutsche Lutheraner, die evangelische Kirche müsse aufgrund ihrer eigenen Botschaft für die Menschenrechte der Juden und anderer verfolgter Minderheiten eintreten und darum staatlicher Politik notfalls widerstehen. Ab 1938 stützten er, Carl Friedrich Goerdeler, die norwegische evangelische Kirche und andere ihren Widerstand gegen den Nationalsozialismus auf die freie Gewissensentscheidung vor Gott und aktualisierten dazu Aussagen Luthers zur bedingten Notwehr gegen ungerechte Obrigkeiten bis hin zum Tyrannenmord.

### Kirchliche Erklärungen seit 1945
Die Evangelische Kirche in Deutschland (EKD) hatte auf der Synode von Weißensee (1950) einen Bruch mit dem Antijudaismus eingeleitet, schwieg aber lange zu Luthers Judenaussagen. Ihre erste Studie zu Christen und Juden (1975) erwähnte diese nicht. Zum 500. Luthergeburtstag 1983 erklärte sie nur: „So wichtig Luthers frühe Schrift über die Juden auch heute noch ist, so verhängnisvoll wurden Äußerungen des alten Luther. Niemand kann sie heute gutheißen.“ Erst die Studie Christen und Juden III (2000) beschrieb Luthers Judentexte von 1523 und 1543 genauer. Luther habe den Unglauben der Juden an Christus wie seine Zeitgenossen auf „böswillige Verblendung und den Einfluss teuflischer Mächte“ zurückgeführt. Dies wurde nicht explizit verworfen.
In den Landeskirchen der EKD begann mit dem rheinischen Synodalbeschluss zur „Erneuerung des Verhältnisses von Christen und Juden“ von 1980 eine Neubesinnung. Die Evangelische Kirche der Union fragte, ob den evangelischen Christen der Bruch mit der lutherischen Tradition schon klar sei, den Röm 11,26 (die Verheißung endgültiger Rettung für ganz Israel) bedeute. Im Januar 1988 erwähnte die rheinische Landessynode zum bevorstehenden 50. Jahrestag der Novemberpogrome Luthers „treuen Rat“, die Synagogen anzuzünden. Die Landessynode Sachsens erklärte, Luther habe sich immer mehr zu einem „verwerflichen Judenhaß“ verleiten lassen. Die Synode Berlin-Brandenburgs verlangte 1990 erstmals eine Klärung, „ob und wie Luthers Verurteilung der Juden mit seiner Christologie und seiner Rechtfertigungslehre“ sowie seiner Lehre von Gesetz und Evangelium zusammenhänge. 1998 forderte die lutherische Landeskirche Bayern: Luthers „Kampfschriften gegen die Juden“ und alle Stellen, „an denen Luther den Glauben der Juden pauschalisierend als Religion der Werkgerechtigkeit dem Evangelium entgegensetzt“, gelte es „wahrzunehmen, ihre theologische Funktion zu erkennen und ihre Wirkung zu bedenken“. Die Lutherischen Kirchen müssten sich nicht nur inhaltlich davon distanzieren, sondern Ursachen, Motive und Wirkungsgeschichte erforschen und kritisieren.
1969 nahm der Lutherische Weltbund (LWB) erstmals offiziell zu Luthers Judentexten Stellung: Er habe Juden darin „auf grausame und gefährliche Weise angegriffen“ und damit seiner Kreuzestheologie widersprochen. Sein Aufruf zu einem staatlichen Strafgericht an den Juden habe Gottes Gericht vorgegriffen. Weil Christen tief in die Verfolgung der Juden „verstrickt“ waren, seien sie heute für deren Existenzrecht mitverantwortlich. 1982 bedauerte der LWB, dass Luthers Aussagen über Juden zur Förderung des Antisemitismus benutzt wurden. Eine angekündigte Analyse dieser Aussagen blieb aus. 1984 erklärte der LWB, er könne Luthers „wüste antijüdischen Schriften… weder billigen noch entschuldigen“. Luther habe „rassischen, nationalistischen und politischen Antisemitismus nicht gebilligt“, aber seine Schriften hätten sich zu dessen Rechtfertigung geeignet. „Die Sünden von Luthers antijüdischen Äußerungen und die Heftigkeit seiner Angriffe auf die Juden müssen mit großem Bedauern zugegeben werden. Wir müssen dafür sorgen, dass eine solche Sünde heute und in Zukunft in unseren Kirchen nicht mehr begangen werden kann.“ 1986 begrüßte der Jüdische Weltkongress diese Erklärung als „Versprechen“, lutherische Schriften nie wieder für Judenhass zu benutzen. Die Evangelisch-Lutherische Kirche in Amerika (ELCA) wies Luthers antijüdische Schriften 1974 und 1994 ebenfalls als unentschuldbar zurück und bekräftigte dies 1998 als ihre offizielle Richtlinie. Die lutherische Kirche von Kanada und zwei deutsche Landeskirchen übernahmen diese ELCA-Erklärung wörtlich.
Die Lutherische Europäische Kommission Kirche und Judentum (LEKKJ) forderte 1990, auch die Wirkung von „Grundschemata lutherischer Theologie und Lehre“ auf das christlich-jüdische Verhältnis zu bedenken, und schlug gemeinsame Bibelauslegung mit Juden vor. 2001 beschrieb eine Studie der Gemeinschaft Evangelischer Kirchen in Europa historische Fehlentwicklungen im Verhältnis von Christen zu Juden, darunter Luthers Judentexte von 1538 und 1543. Insgesamt habe die Reformation vergangene Judenvertreibungen bestätigt oder sogar neue Vertreibungen bewirkt. Im Schlusswort hieß es: „Die Kirchen erkennen ihre falschen Auslegungen biblischer Aussagen und Traditionen; sie bekennen vor Gott und Menschen ihre Schuld und bitten Gott um Vergebung.“ 2003 und 2004 bekräftigte die LEKKJ: Man habe die traditionellen Lehren der Verachtung des Judentums verworfen, „insbesondere auch die judenfeindlichen Schriften Martin Luthers“. Diese Einsicht solle die kirchliche Praxis künftig bestimmen. 2011 erklärte die LEKKJ, zum Reformationsjubiläum müssten sich ihre Mitgliedskirchen „den Schattenseiten des Reformators stellen“. Die bisherigen Erklärungen und Forschungsergebnisse zu Luthers Judenfeindschaft seien endlich in Kirchen und Gemeinden bewusst zu machen und zu diskutieren.
Die Gemeinsame Erklärung zur Rechtfertigungslehre, die LWB, Römisch-katholische Kirche und Weltrat methodistischer Kirchen 1999 beschlossen, kam ohne Beteiligung von Juden zustande. Kritisiert wurde, dass sie den hohen Rang der Rechtfertigung aus Glauben im Judentum nicht berücksichtigt und das Judentum erneut mit einer lebensfeindlichen, überholten Gesetzesreligion gleichgesetzt habe.
Am 11. November 2015 erklärte die EKD-Synode: Zum 500-jährigen Reformationsjubiläum 2017 sei Luthers Beitrag zu einer antijüdischen Grundhaltung in der evangelischen Kirche zu klären. Er habe theologische Einsichten mit traditionellen judenfeindlichen Denkmustern verknüpft (das Judentum als Werkreligion, die Gott für die Ablehnung Jesu Christi mit irdischem Leiden bestrafe). Diese Muster hätten kontinuierlich seinem frühen Werben um die Juden (1523) und seiner späteren Vertreibungsforderung (1543) zugrunde gelegen. So seien seine Ratschläge jahrhundertelang für eine Duldung der Juden, aber auch für intensivere Judenmission und antisemitische Judenverfolgung benutzt worden, besonders in der NS-Zeit. Einfache Kontinuitätslinien ließen sich nicht ziehen. Nach „unserem heutigen Verständnis“ widerspreche Luthers Judenfeindlichkeit Gottes Offenbarung im Juden Jesus und den biblischen Aussagen zu Gottes bleibender Erwählung Israels und Bundestreue zu diesem Volk. Die reformatorischen Lehren müssten neu bedacht werden, ohne in abwertende Stereotype zu Lasten des Judentums zu verfallen. Besonders der Tanach sei selbstkritisch auszulegen, dabei sei seine jüdische Auslegung als legitim und notwendig anzuerkennen. „Das weitreichende Versagen der Evangelischen Kirche gegenüber dem jüdischen Volk erfüllt uns mit Trauer und Scham.“ Wegen dieser Schuldgeschichte und dem Ruf Jesu Christi zur Buße müssten evangelische Christen heute jeder Form von Judenfeindschaft und -verachtung widerstehen und entgegentreten.
2017 erklärte der Wissenschaftliche Beirat der EKD in seiner Orientierungsschrift zum Lutherjahr: Völkische Antisemiten hätten Luthers antijüdische Schriften mit ihrem rassebiologischen Programm verbunden und für die nationalsozialistische Judenpolitik benutzt. Daran hätten sich „je länger, je mehr“ auch evangelische Theologen beteiligt. Die Verbindung von Rassenantisemitismus und Protestantismus sei spezifisch deutsch. Die Teilkirchen der EKD hätten ihren Anteil an dieser deutschen Schuldgeschichte inzwischen bekannt, bejahten die durch staatliche Neutralität geschützte Gleichberechtigung der Religionen und trügen so dazu bei, die Wiederkehr der Entrechtung und Verfolgung von Juden dauerhaft zu verhindern. Heute gälten Luthers Judenschriften „wie früher für lange Zeit“ als „schlechterdings unvereinbar“ mit seiner eigenen Theologie und dem NT.
Anlässlich des Reformationstages 2023 verurteilte Joachim Liebig den Antisemitismus Luthers.

### Literarische Verarbeitung
Der Schriftsteller Stefan Heym verarbeitete Luthers Judenhass in seinem Roman Ahasver (1981). Heym griff darin die Legende vom ewigen Juden auf. Diese war 1602 im lutherischen Raum erschienen und mit zahlreichen Nachdrucken, Erweiterungen und Abwandlungen der einflussreichste Text zum Judentum in der frühen Neuzeit geworden. Im Ursprungstext dieser Legende symbolisiert Ahasver, der ewige Jude, die Rolle des Judentums aus christlich-antijudaistischer Sicht: Jesus Christus habe Ahasver wegen seiner Beteiligung an der Kreuzigung verflucht, heimatlos und unsterblich durch die Zeiten zu wandern, um die Wahrheit der Erlösung allein durch das Leiden Jesu Christi für die Ungläubigen bis zu dessen Wiederkunft zu bezeugen. Die Existenz des ewigen Juden will der anonyme Legendenautor von Paul von Eitzen (1521–1598) erfahren haben. Dieser lutherische Theologe war ab 1564 Generalsuperintendent von Schleswig-Holstein gewesen.
In Heyms Roman bildet Eitzens legendenhafte Begegnung mit Ahasver den Hauptstrang der Handlung. Teile davon (Eitzens Begegnung mit Luther, seine Rolle bei der Durchsetzung der lutherischen Orthodoxie) entnahm Heym historischen Quellen. Die Haupthandlung ist eingerahmt und unterbrochen von einem Dialog der aus Gottes Bereich verstoßenen fallenden Engel Ahasver und Luzifer in der mythischen Vorzeit und einem Disput zwischen einem Wissenschaftler der DDR und einem israelischen Wissenschaftler (Jochanaan Leuchtentrager = Luzifer) über Ahasvers reale Existenz in der Jetztzeit. In diesem dritten Handlungsstrang werden auch Heyms historische Quellen zu Eitzen thematisiert.
Im Roman begegnet Eitzen als Student der evangelischen Theologie in Wittenberg Luther. In dessen Tischrede wie auch in Eitzens Predigt, mit der er seine Magisterprüfung ablegt, baut Heym Zitate aus Luthers Schrift „Von den Juden und ihren Lügen“ ein. Somit repräsentiert Eitzen Luthers Judenhass und das Luthertum, das diesen weitertrug. Sein Verhalten demonstriert detailliert, wie „aus den lautesten Revolutionären […] die strengsten Ordnungshüter werden“: Obwohl Ahasver ihn beim Tod seines Vaters tröstet, verfolgt Eitzen ihn und alle Juden wie Ketzer, weil sie für ihn die neue herrschende Ordnung bedrohen, die aus der Reformation hervorging und die er mit doktrinärer Dogmatik zu bewahren versucht. Darum lässt er Ahasver im Zuge seiner Ketzerverfolgung schließlich grausam foltern und töten. So repräsentiert dieser Lutherschüler die unmenschliche Ordnung, die mit dem Judentum die Hoffnung auf eine befreite Menschheit verfolgt. Ahasver, der im Aufstand im Warschauer Ghetto wiederkehrt und zum Widerstand anleitet, verkörpert seinerseits den bleibenden Widerspruch gegen jede erstarrte, unmenschlich gewordene Ordnung. Heym griff damit auch die DDR und ihre damalige Vereinnahmung Luthers als Revolutionär an. Er vertrat zudem eine historische These, wonach mit Luthers Reformation der religiöse Antijudaismus in den ökonomischen Antisemitismus der Neuzeit überging.

## Forschung
Zentrale Fragen der Forschung sind:
- die Besonderheiten der Judenfeindlichkeit Luthers im mittelalterlichen Antijudaismus,
- die Gründe für seinen praktischen Kurswechsel gegenüber Juden nach 1523,
- das Verhältnis seiner Judentexte zu seiner reformatorischen Grundposition,
- sein Einfluss auf den neuzeitlichen Antisemitismus und auf die Haltung der evangelischen Kirchen zu Juden, besonders in der NS-Zeit.

### Anfänge
Die Dissertation von Reinhold Lewin von 1911 (Luthers Stellung zu den Juden) stellte erstmals alle wichtigen Texte Luthers, seine Kenntnisse von und Kontakte zu Juden methodisch stringent dar. Er behandelte auch Luthers Konflikt mit jüdischer Bibelexegese, erklärte seinen Einstellungswandel aber psychologisch: Luther habe den Juden anfangs gleichgültig, dann hoffnungsvoll-missionarisch und zuletzt aus Verletztheit und Enttäuschung feindlich gegenübergestanden. Lewins Studie wurde anfangs kaum rezipiert und von der rassistischen oder judenmissionarischen Lutherdeutung verdrängt. Erst seit 1945 befasste sich die Forschung allmählich mit der unabweisbaren Frage nach der Mitverantwortung Luthers für den Antisemitismus. Bis 1950 behandelte keine kirchengeschichtliche Dissertation in der gesamtdeutschen EKD Luthers Judentexte. Die ersten Anstöße dazu kamen aus anderen Staaten.

### „Von Luther zu Hitler“
Der Historiker William Montgomery McGovern (USA) hatte 1941 die DC-These einer direkten Linie „Von Luther zu Hitler“ (Buchtitel) aufgegriffen und Luthers Judentexte scharf kritisiert. Peter F. Wiener popularisierte 1945 die These eines deutschen Sonderwegs seit Luther, den er als Antisemiten mit üblem Charakter beschrieb. Dagegen betonte Gordon Rupp Luthers Distanz zum Rassismus. Hitler habe Luther nie gelesen und sich nur äußerlich auf ihn berufen.
Der Dichter Thomas Mann und der reformierte Theologe Karl Barth stießen eine ähnliche Debatte in Deutschland an. Mann machte in seiner beachteten Rede „Deutschland und die Deutschen“ (Washington D.C., 29. Mai 1945) Luthers Staatsgläubigkeit für den deutschen Weg in den Nationalsozialismus mitverantwortlich. Barth hatte 1934 die Barmer Theologische Erklärung verfasst, die deutschen Lutheraner in der BK oft als staatshörig kritisiert und ihre Haltung auf Irrlehren Luthers zurückgeführt. Er veröffentlichte seine Aufsätze aus der Kriegszeit 1945 als Buch (Eine Schweizer Stimme), um restaurative Tendenzen in der entstehenden EKD zu bekämpfen. Nach wie vor deren Gründung (Oktober 1946) verlangte er immer wieder einen radikalen Bruch mit der obrigkeitsstaatlichen Tradition des deutschen Luthertums.
Nur wenige deutsche Lutheraner folgten ihm darin, klammerten dabei aber Luthers Judentexte aus. Bei den Feiern zu Luthers 400. Todestag 1946 fehlte jede Kritik an ihm. Hans Asmussen führte den Nationalsozialismus in seinem polemischen Aufsatz „Muß Luther nach Nürnberg?“ 1947 auf die Aufklärung, die Französische Revolution und den Marxismus zurück; er vertrat damit die Mehrheitsmeinung. Auch Friedrich Meinecke verteidigte Luther, ohne dessen späte Judentexte zu erwähnen. Der angesehene Kirchenhistoriker Heinrich Bornkamm hatte Luthers Gewaltforderungen von 1543 in einem Aufsatz 1933 („Volk und Rasse bei Martin Luther“) als „treuen Rat“ eingeführt und nannte sie 1947 in der Neuausgabe des Aufsatzes (diesmal „Das Volk“ betitelt) „die heute uns so erschreckenden Ratschläge“. Diese „Selbstentnazifizierung“ war typisch für viele deutsche Lutheraner der Nachkriegszeit.
Die These „Von Luther zu Hitler“ wurde besonders im englischsprachigen Raum bis in die 1990er Jahre vertreten. William L. Shirer bezeichnete Luther 1960 als „leidenschaftlichen Antisemiten und heftigen Gläubigen an einen absoluten Gehorsam gegenüber politischen Autoritäten“, der alle deutschen Juden habe loswerden und vertriebene Juden habe enteignen wollen. Seine Sprache von 1543 gegen sie sei bis zur NS-Zeit unerreicht brutal gewesen. Er habe das Verhalten der meisten Protestanten in der NS-Zeit direkt beeinflusst. Der österreichische Kulturhistoriker Friedrich Heer meinte 1986: „Von Luther führt ein direkter Weg zu Julius Streicher, zu den Judenmorden der ‚Stürmer‘- Welt.“ Daniel Goldhagen beschrieb den Holocaust 1996 als Folge eines besonderen deutschen, eliminatorischen Antisemitismus, der mit Luther begonnen habe. Diesem gebühre „ein Platz im Pantheon der Antisemiten“.

### Kontinuität oder Wandel
Ab 1950 nahmen einige lutherische Kirchenhistoriker und Theologen die antisemitische Rezeption Luthers zum Anlass, seine Judentexte zu analysieren. 1952 stellten Karl Kupisch und Wilhelm Maurer darin theologische Kontinuität fest: Luther habe immer von seiner Rechtfertigungslehre und „Gesetz und Evangelium“ aus argumentiert. Kupisch kritisierte, dass Luther aus seinem theologischen Begriff des Gesetzes mittelalterliche politische Gewalt folgerte. Maurer dagegen meinte, Luther habe seine Forderungen von 1543 eher rhetorisch als realpolitisch gemeint. Infolge neuer antisemitischer Angriffe auf Juden in Westdeutschland (1959) gründete sich beim Evangelischen Kirchentag 1960 die „Arbeitsgemeinschaft Juden und Christen“. Mitinitiator Martin Stöhr kritisierte Deutungen, die Luthers Bibelexegesen vernachlässigen und seine Forderungen von 1543 nur aus zufälligen Zeitumständen erklärten. Luther habe kontinuierlich vom Evangelium her argumentiert, dieses jedoch 1523 als gemeinsame Einladung an Juden und Christen, später als Besitz der Christen zum Ausschluss der Juden verstanden. Er habe den „Bereich des Zornes Gottes“ (die weltliche Politik) nun dem Teufel überlassen und das Evangelium dort zur Wirkungslosigkeit verurteilt. Damit habe er seine ursprüngliche Theologie aufgegeben. Dagegen wurde eingewandt, dass dann alle Schriften Luthers vor 1519 und nach 1526 als unreformatorisch gelten müssten. In der Folgezeit setzte sich die These theologischer Kontinuität in Luthers Judentexten durch. Kurt Meier (1968) untersuchte deren Verhältnis zur Haltung anderer Reformatoren, Johannes Brosseder (1972) erstmals auch deren neuzeitliche Rezeption. Seine Studie dazu gilt bis heute als wegweisend.
Zum 400. Luthergeburtstag 1983 erschienen einige neue Forschungsbeiträge. Walther Bienert (1982) erklärte Luthers Texte von 1543 apologetisch als „kirchenpolitischen Irrweg“ aus „unreformatischen Motiven“: Er habe sich als Hüter des Dogmas und die evangelischen Fürsten als Hüter religiöser Einheitlichkeit ihrer Gebiete gesehen und sich nur wegen besonderer Zeitumstände judenfeindlich geäußert. Als Theologe sei er judenfreundlich gewesen. Indem er die gemeinsame hebräische Bibel, den gemeinsamen Gott, Jesu und Paulus’ Einladung zur Umkehr an Israel wiederentdeckt habe, habe er den jüdisch-christlichen Dialog angebahnt.
Heiko Augustinus Oberman (1981ff.) dagegen zählte Luthers Judenhass zu den „Wurzeln des Antisemitismus“ und erklärte ihn aus einer durch innere und äußere Bedrohungen gesteigerten Endzeitangst jener Zeit. Luther habe ungetaufte Juden neben Häretikern und Scheinchristen immer zur vom Antichrist beherrschten Gesetzesreligion gezählt, die mit Jesus Christus im tödlichen Kampf liege und die katholische, später auch Teile der evangelischen Kirche unterwandert habe. Mit den Juden habe er allegorisch immer die Selbstgerechtigkeit als Ursache aller Feindschaft und Gewalt gegen Gott kritisiert, die mit seinem Urteil über die Sünde im Kreuz Jesu Gott selbst negiere und so seinen Zorn herbeiziehe. In ihrem Schicksal habe sich für ihn die drohende neue babylonische Gefangenschaft derjenigen Christen gespiegelt, die das Evangelium ablehnen. Dagegen habe er die evangelische Gemeinde verteidigen wollen. Bis 1523 habe er die letzte Chance zur Umkehr einzelner (nie aller) Juden und falschen Christen zum Evangelium betont und Gewaltmission generell abgelehnt. Ab 1530 habe er zunehmend eine große Koalition von Papst, Muslimen, Juden und Häretikern zur Zerstörung der nun etablierten evangelischen Kirche befürchtet. Ab 1532 habe er die unbekehrbaren Juden als Anstifter des Abfalls christlicher Sekten („Sakramentarier“) von der Reformation gesehen, aber noch nicht vertreiben wollen, solange sie sich der Obrigkeit unterordneten. Seit 1543 habe er ihren Glauben als kriminelle Bedrohung aller Christen betrachtet und darum ihre Vertreibung gefordert. Dabei habe er das Bekehrungsangebot an sie bis zuletzt aufrechterhalten. In seinen Aussagen über Juden spiegele sich also die je aktuelle Gefährdung des wahren Glaubens, die er sah. Nur durch Übergehen dieser theologischen Funktion hätten Antisemiten sie missbrauchen können. Luther habe die Judenvernichtung weder gefordert noch von seinen Glaubensvoraussetzungen aus fordern können. Jedoch habe er alles, was für ihn der Prüfung am Schriftprinzip standhielt, „mit neuer Kraft der Neuzeit vermittelt“ und den Antijudaismus durch Verankerung in seiner Lehre von Gesetz und Evangelium historisch verstärkt.
Bertold Klappert betonte 1983 ebenfalls die beständigen Motive in Luthers Judentexten. Er habe eine göttliche Verfluchung des Judentums mit dessen historischem Elend „bewiesen“, Israels Ablösung durch die aus den Heidenvölkern erwählte Kirche behauptet, eine gewaltlose Judenmission mit Jesu Christi Judesein begründet und aus der Ablehnung dieses Angebots kollektive Kriminalität der Juden gefolgert. Luther sei nicht für Julius Streicher verantwortlich, wohl aber für die Definition des Judentums als Gesetzesreligion, die nur Gottes Anklage, Fluch und Gericht spiegele und darum staatlichen Zwangsmaßnahmen zu unterwerfen sei. Die Rechtfertigung des einzelnen Gottlosen müsse mit Karl Barth und Hans Joachim Iwand theologisch in der bleibenden Erwählung ganz Israels (aller Juden) verankert werden, um den lutherischen Antijudaismus zu überwinden.

### Historisierung und Kontextualisierung
Gottfried Seebaß betonte 2006 Luthers Übereinstimmung mit anderen Reformatoren, die die Juden ebenfalls als Typus des selbstgerechten Sünders und veräußerlichten Kultus darstellten und damit zugleich andere Christen kritisierten. Aber sein Gedanke, dass die Sünde aller Menschen Jesus Christus ans Kreuz brachte, habe die Gottesmordthese aufgehoben und die judenfeindliche Passionsfrömmigkeit entkräftet. Ferner habe er das Antichrist-Motiv von jüdischer Abstammung gelöst und auf das Papsttum konzentriert, so dass er die Juden nicht mehr als endzeitliche Hauptfeinde gesehen habe.
Nach Johannes Heil ließ Luther in seinen späten Schriften zu den Juden das Feld von Exegese und Theologie überhaupt hinter sich und nahm die Juden nur noch im Zusammenhang eines Feindschemas wahr. Dieses habe von den Widersachern im reformatorischen Lager zu den Türken gereicht und im Papsttum sein Zentrum gehabt. Diese auf von anderen Reformatoren vertretene dichotomische und letztlich säkulare Sichtweise erkläre auch, warum Luthers Judenschriften für den Antisemitismus der Moderne besonders anbindungsfähig gewesen seien.
Peter von der Osten-Sacken (2002) resümierte seine Spezialuntersuchung: Luther habe entscheidend dazu beigetragen, dass lutherische Theologen und Kirchen bis etwa 1700 „im Banne einer für Juden existenzbedrohenden Judenfeindschaft standen“. Ihn pauschal für die Entstehung und Verbrechen des Antisemitismus verantwortlich zu machen, sei jedoch ahistorisch und würde die zeitgeschichtlichen und ideologischen Differenzen ignorieren. Die partielle und strukturelle Ähnlichkeit seines Judenhasses habe es inner- und außerkirchlichen Antisemiten und Nationalsozialisten leicht gemacht, sich auf ihn zu berufen, auch wenn sie seine Theologie insgesamt und ethisch betrachtet missbraucht hätten.

### Beitrag der Antisemitismusforschung
Seit etwa 1990 wird die monokausale Deutung einer ursächlichen Beziehung zwischen Luthers Judentexten und dem Nationalsozialismus kaum noch vertreten. Luther wird wegen der theologischen Gründe seines Judenhasses nur selten als Antisemit eingestuft. Gleichwohl gelten seine judenfeindlichen Schriften als Mitursache des Antisemitismus, weil sie im Protestantismus antisemitisch gedeutet und benutzt wurden. Für Christhard Hoffmann (1994) spielte Luther „für die spezifisch deutsche Ausprägung der Judenfeindschaft […] eine entscheidende, weichenstellende Rolle“. Laut Birgit Gregor (1999) übernahm Luther von Anfang an das kirchliche Streben, das Judentum durch vollständige Assimilierung aufzulösen. Auch seine scheinbar „judenfreundlichen“ Schriften seien von diesem Ziel bestimmt. Der bisher unzureichend erforschte „protestantische Antisemitismus“ sei keine direkte Kontinuität „von Luther zu Hitler“, sondern eine „konstruierte Kontinuität“: Seit Adolf Stöcker hätten bestimmte protestantische Interessengruppen Luther künstlich als prominenten Vorläufer für ihre eigenen antisemitischen Ziele benutzt und dazu lange vorhandene antijüdische Ressentiments und Stereotype in veränderter Zeitsituation bewusst mit darwinistischer und rassistischer Judenfeindschaft verschmolzen.
Der heutige Konsens der Lutherforschung lautet: Luthers Grundthesen zum Judentum blieben konstant, waren theologisch, nicht rassistisch motiviert und deckten sich weitgehend mit dem vorgegebenen christlichen Antijudaismus. Er übernahm die traditionelle Enterbungs- und Fluchthese, die Stereotype der Adversus-Judaeos-Literatur, der Predigtagitation und Vertreibungsideologie und dämonisierte die Juden neben anderen Gruppen. Besonderheiten Luthers waren laut Hans-Martin Kirn (2000): Er sagte den Juden magische Schadenszauberei mit dem Gottesnamen nach, entehrte die rabbinische Bibelauslegung mit dem Judensau-Motiv und begrenzte die verheißene endzeitliche Rettung ganz Israels (Röm 11,26 ) auf einen taufwilligen Rest. Indem er das kanonische Recht aufhob und zugleich das „landesherrliche Kirchenregiment“ stärkte, habe er die Judenvertreibung zum politischen Leitbild für die Territorialherren gemacht. Seine Forderungen von 1543 hätten katholische Unterdrückungspraktiken überboten, den „Kammerknechten“ ihren relativen Rechtsschutz entzogen und sie in einen sklavenartigen Status zu drängen versucht.
Thomas Kaufmann betonte 2010: Luthers Vorstellungen von 1543, Juden seien mit dem Teufel und christenfeindlichen Mächten verbündet, um ihre „Wirtsvölker“ „auszusaugen“ und das Christentum mit magischen Praktiken zu unterminieren, „waren damals allgemein und in allen Gesellschaftsschichten verbreitet und haben als mentalitätsgeschichtlicher Hintergrund sowohl der Anhänger als auch der Gegner der Reformation zu gelten.“ Luther habe vor 1537 Antonius Margarithas Behauptung übernommen, das Judentum sei insgesamt auf das Schmähen Jesu Christi und Schädigen der Christen ausgerichtet. Anstelle des „Blutfrevels“ habe er die Juden des „Wortfrevels“ angeklagt: Sie verfluchten Christus täglich und mit ihm Gott den Schöpfer. Ihre Toratreue belüge und lästere den allein gnädigen Gott; darin liege ihre teuflische, für Christen gefährliche Werkgerechtigkeit. Nicht die Christen, nur Christus allein könne sie zu sich bekehren und erhalte sein Heilsangebot an sie aufrecht. – Aus diesem konstanten Glauben habe Luther gegensätzliche judenpolitische Konsequenzen gezogen: 1523 eine gewaltlose Mission, 1543 eine gewaltsame Verelendung der Juden. Diese sollte laut Luther den „teuflischen Hochmut“ ihres Erwählungsglaubens brechen, sie zum christlichen Glauben bringen und zugleich den Christen Gottes Zorn veranschaulichen, um ihren Glauben an seine allein rettende Gnade zu bewahren. Luthers Antijudaismus sei also untrennbar von seiner Rechtfertigungslehre.
Für Wolfgang Wippermann (2013) enthielt Luthers Judenhass auch eine Vernichtungskomponente; er habe den Antijudaismus in der frühen Neuzeit verstärkt und Frühantisemiten wie Johann Jacob Schudt und Johann Andreas Eisenmenger beeinflusst.